# Lista de asteroides (191001-192000)
Esta é uma lista parcial de asteroides, do asteroide número 191001 até o 192000, inclusive. Veja também o índice com todas as listas disponíveis.

| Objeto Próximos à Terra | Cinturão de asteroides (interno) | Cinturão de asteroides (externo) | Centauro       |
| Cruzador de Marte       | Cinturão de asteroides (meio)    | Troianos de Júpiter              | Transnetuniano |

Veja mais dados de cada asteroide na ligação externa para o Minor Planet Center na última coluna.
Índice: 191001... 191101... 191201... 191301... 191401... 191501... 191601... 191701... 191801... 191901... 

## 191001–191100
| Designação | Designação | Descoberta  | Descoberta    | Descobridor(es) | Categoria | Mais informações / Referência |
| Permanente | Provisória | Data        | Local         | Descobridor(es) | Categoria | Mais informações / Referência |
| ---------- | ---------- | ----------- | ------------- | --------------- | --------- | ----------------------------- |
| 191001     | 2001 YP53  | 18 dez 2001 | Socorro       | LINEAR          | —         | MPC                           |
| 191002     | 2001 YV67  | 18 dez 2001 | Socorro       | LINEAR          | —         | MPC                           |
| 191003     | 2001 YW85  | 18 dez 2001 | Socorro       | LINEAR          | —         | MPC                           |
| 191004     | 2001 YQ87  | 18 dez 2001 | Socorro       | LINEAR          | —         | MPC                           |
| 191005     | 2001 YB95  | 18 dez 2001 | Palomar       | NEAT            | —         | MPC                           |
| 191006     | 2001 YE109 | 18 dez 2001 | Socorro       | LINEAR          | —         | MPC                           |
| 191007     | 2001 YF111 | 19 dez 2001 | Socorro       | LINEAR          | —         | MPC                           |
| 191008     | 2001 YG122 | 17 dez 2001 | Socorro       | LINEAR          | —         | MPC                           |
| 191009     | 2001 YS132 | 20 dez 2001 | Socorro       | LINEAR          | —         | MPC                           |
| 191010     | 2002 AO10  | 5 jan 2002  | Haleakalā     | NEAT            | —         | MPC                           |
| 191011     | 2002 AM15  | 6 jan 2002  | Socorro       | LINEAR          | —         | MPC                           |
| 191012     | 2002 AZ29  | 8 jan 2002  | Socorro       | LINEAR          | —         | MPC                           |
| 191013     | 2002 AF45  | 9 jan 2002  | Socorro       | LINEAR          | —         | MPC                           |
| 191014     | 2002 AY45  | 9 jan 2002  | Socorro       | LINEAR          | —         | MPC                           |
| 191015     | 2002 AQ51  | 9 jan 2002  | Socorro       | LINEAR          | —         | MPC                           |
| 191016     | 2002 AX63  | 11 jan 2002 | Socorro       | LINEAR          | —         | MPC                           |
| 191017     | 2002 AM76  | 8 jan 2002  | Socorro       | LINEAR          | —         | MPC                           |
| 191018     | 2002 AU82  | 9 jan 2002  | Socorro       | LINEAR          | —         | MPC                           |
| 191019     | 2002 AG90  | 11 jan 2002 | Socorro       | LINEAR          | —         | MPC                           |
| 191020     | 2002 AR93  | 8 jan 2002  | Socorro       | LINEAR          | Mitidika  | MPC                           |
| 191021     | 2002 AV104 | 9 jan 2002  | Socorro       | LINEAR          | —         | MPC                           |
| 191022     | 2002 AL110 | 9 jan 2002  | Socorro       | LINEAR          | —         | MPC                           |
| 191023     | 2002 AZ111 | 9 jan 2002  | Socorro       | LINEAR          | Mitidika  | MPC                           |
| 191024     | 2002 AF139 | 9 jan 2002  | Socorro       | LINEAR          | —         | MPC                           |
| 191025     | 2002 AC149 | 14 jan 2002 | Socorro       | LINEAR          | —         | MPC                           |
| 191026     | 2002 AW159 | 13 jan 2002 | Socorro       | LINEAR          | —         | MPC                           |
| 191027     | 2002 AJ160 | 13 jan 2002 | Socorro       | LINEAR          | —         | MPC                           |
| 191028     | 2002 AS168 | 14 jan 2002 | Socorro       | LINEAR          | Vesta     | MPC                           |
| 191029     | 2002 BR    | 21 jan 2002 | Desert Eagle  | W. K. Y. Yeung  | —         | MPC                           |
| 191030     | 2002 BD2   | 21 jan 2002 | Socorro       | LINEAR          | Juno      | MPC                           |
| 191031     | 2002 BH14  | 19 jan 2002 | Socorro       | LINEAR          | —         | MPC                           |
| 191032     | 2002 BR16  | 19 jan 2002 | Socorro       | LINEAR          | —         | MPC                           |
| 191033     | 2002 BW21  | 19 jan 2002 | Socorro       | LINEAR          | —         | MPC                           |
| 191034     | 2002 BV26  | 18 jan 2002 | Anderson Mesa | LONEOS          | —         | MPC                           |
| 191035     | 2002 CR9   | 6 fev 2002  | Socorro       | LINEAR          | —         | MPC                           |
| 191036     | 2002 CG19  | 4 fev 2002  | Palomar       | NEAT            | Eos       | MPC                           |
| 191037     | 2002 CK19  | 4 fev 2002  | Palomar       | NEAT            | —         | MPC                           |
| 191038     | 2002 CD21  | 4 fev 2002  | Haleakalā     | NEAT            | Phocaea   | MPC                           |
| 191039     | 2002 CV24  | 6 fev 2002  | Haleakala     | NEAT            | —         | MPC                           |
| 191040     | 2002 CU25  | 10 fev 2002 | Socorro       | LINEAR          | Juno      | MPC                           |
| 191041     | 2002 CY27  | 6 fev 2002  | Socorro       | LINEAR          | —         | MPC                           |
| 191042     | 2002 CE30  | 6 fev 2002  | Socorro       | LINEAR          | —         | MPC                           |
| 191043     | 2002 CP31  | 6 fev 2002  | Socorro       | LINEAR          | —         | MPC                           |
| 191044     | 2002 CQ31  | 6 fev 2002  | Socorro       | LINEAR          | —         | MPC                           |
| 191045     | 2002 CG32  | 6 fev 2002  | Socorro       | LINEAR          | —         | MPC                           |
| 191046     | 2002 CN39  | 11 fev 2002 | Desert Eagle  | W. K. Y. Yeung  | —         | MPC                           |
| 191047     | 2002 CS42  | 7 fev 2002  | Haleakalā     | NEAT            | —         | MPC                           |
| 191048     | 2002 CM55  | 7 fev 2002  | Socorro       | LINEAR          | —         | MPC                           |
| 191049     | 2002 CE56  | 7 fev 2002  | Socorro       | LINEAR          | —         | MPC                           |
| 191050     | 2002 CE64  | 6 fev 2002  | Socorro       | LINEAR          | —         | MPC                           |
| 191051     | 2002 CK64  | 6 fev 2002  | Socorro       | LINEAR          | —         | MPC                           |
| 191052     | 2002 CC70  | 7 fev 2002  | Socorro       | LINEAR          | —         | MPC                           |
| 191053     | 2002 CS72  | 7 fev 2002  | Socorro       | LINEAR          | —         | MPC                           |
| 191054     | 2002 CZ80  | 7 fev 2002  | Socorro       | LINEAR          | Vesta     | MPC                           |
| 191055     | 2002 CC81  | 7 fev 2002  | Socorro       | LINEAR          | —         | MPC                           |
| 191056     | 2002 CL98  | 7 fev 2002  | Socorro       | LINEAR          | —         | MPC                           |
| 191057     | 2002 CD100 | 7 fev 2002  | Socorro       | LINEAR          | —         | MPC                           |
| 191058     | 2002 CO105 | 7 fev 2002  | Socorro       | LINEAR          | —         | MPC                           |
| 191059     | 2002 CM108 | 7 fev 2002  | Socorro       | LINEAR          | —         | MPC                           |
| 191060     | 2002 CT111 | 7 fev 2002  | Socorro       | LINEAR          | Vesta     | MPC                           |
| 191061     | 2002 CM118 | 7 fev 2002  | Kitt Peak     | Spacewatch      | —         | MPC                           |
| 191062     | 2002 CD131 | 7 fev 2002  | Socorro       | LINEAR          | —         | MPC                           |
| 191063     | 2002 CJ137 | 8 fev 2002  | Socorro       | LINEAR          | —         | MPC                           |
| 191064     | 2002 CL138 | 8 fev 2002  | Socorro       | LINEAR          | —         | MPC                           |
| 191065     | 2002 CA139 | 8 fev 2002  | Socorro       | LINEAR          | —         | MPC                           |
| 191066     | 2002 CO143 | 9 fev 2002  | Socorro       | LINEAR          | —         | MPC                           |
| 191067     | 2002 CJ149 | 10 fev 2002 | Socorro       | LINEAR          | —         | MPC                           |
| 191068     | 2002 CL149 | 10 fev 2002 | Socorro       | LINEAR          | Vesta     | MPC                           |
| 191069     | 2002 CA151 | 10 fev 2002 | Socorro       | LINEAR          | —         | MPC                           |
| 191070     | 2002 CC151 | 10 fev 2002 | Socorro       | LINEAR          | —         | MPC                           |
| 191071     | 2002 CJ155 | 6 fev 2002  | Socorro       | LINEAR          | —         | MPC                           |
| 191072     | 2002 CT177 | 10 fev 2002 | Socorro       | LINEAR          | —         | MPC                           |
| 191073     | 2002 CZ203 | 10 fev 2002 | Socorro       | LINEAR          | —         | MPC                           |
| 191074     | 2002 CP204 | 10 fev 2002 | Socorro       | LINEAR          | —         | MPC                           |
| 191075     | 2002 CM208 | 10 fev 2002 | Socorro       | LINEAR          | Vesta     | MPC                           |
| 191076     | 2002 CE209 | 10 fev 2002 | Socorro       | LINEAR          | —         | MPC                           |
| 191077     | 2002 CA210 | 10 fev 2002 | Socorro       | LINEAR          | —         | MPC                           |
| 191078     | 2002 CE216 | 10 fev 2002 | Socorro       | LINEAR          | Vesta     | MPC                           |
| 191079     | 2002 CN220 | 10 fev 2002 | Socorro       | LINEAR          | —         | MPC                           |
| 191080     | 2002 CS227 | 6 fev 2002  | Palomar       | NEAT            | —         | MPC                           |
| 191081     | 2002 CX231 | 6 fev 2002  | Socorro       | LINEAR          | —         | MPC                           |
| 191082     | 2002 CO245 | 13 fev 2002 | Kitt Peak     | Spacewatch      | —         | MPC                           |
| 191083     | 2002 CR248 | 14 fev 2002 | Haleakalā     | NEAT            | —         | MPC                           |
| 191084     | 2002 CE249 | 14 fev 2002 | Kitt Peak     | Spacewatch      | —         | MPC                           |
| 191085     | 2002 CX273 | 8 fev 2002  | Kitt Peak     | Spacewatch      | —         | MPC                           |
| 191086     | 2002 CB280 | 7 fev 2002  | Palomar       | NEAT            | —         | MPC                           |
| 191087     | 2002 CK281 | 8 fev 2002  | Kitt Peak     | Spacewatch      | —         | MPC                           |
| 191088     | 2002 CP286 | 10 fev 2002 | Socorro       | LINEAR          | Vesta     | MPC                           |
| 191089     | 2002 CS291 | 10 fev 2002 | Socorro       | LINEAR          | Vesta     | MPC                           |
| 191090     | 2002 CS302 | 12 fev 2002 | Socorro       | LINEAR          | —         | MPC                           |
| 191091     | 2002 CU312 | 13 fev 2002 | Palomar       | NEAT            | —         | MPC                           |
| 191092     | 2002 CP314 | 11 fev 2002 | Socorro       | LINEAR          | —         | MPC                           |
| 191093     | 2002 EF    | 3 mar 2002  | Gnosca        | S. Sposetti     | —         | MPC                           |
| 191094     | 2002 EA3   | 9 mar 2002  | Socorro       | LINEAR          | —         | MPC                           |
| 191095     | 2002 ER5   | 9 mar 2002  | Socorro       | LINEAR          | Juno      | MPC                           |
| 191096     | 2002 EO6   | 6 mar 2002  | Siding Spring | R. H. McNaught  | —         | MPC                           |
| 191097     | 2002 EJ10  | 14 mar 2002 | Palomar       | NEAT            | —         | MPC                           |
| 191098     | 2002 EK11  | 13 mar 2002 | Palomar       | NEAT            | Juno      | MPC                           |
| 191099     | 2002 EQ11  | 14 mar 2002 | Socorro       | LINEAR          | —         | MPC                           |
| 191100     | 2002 EH14  | 5 mar 2002  | Haleakalā     | NEAT            | —         | MPC                           |

## 191101–191200
| Designação | Designação | Descoberta  | Descoberta        | Descobridor(es) | Categoria | Mais informações / Referência |
| Permanente | Provisória | Data        | Local             | Descobridor(es) | Categoria | Mais informações / Referência |
| ---------- | ---------- | ----------- | ----------------- | --------------- | --------- | ----------------------------- |
| 191101     | 2002 EO14  | 6 mar 2002  | Palomar           | NEAT            | —         | MPC                           |
| 191102     | 2002 EW14  | 5 mar 2002  | Kitt Peak         | Spacewatch      | Vesta     | MPC                           |
| 191103     | 2002 EF42  | 12 mar 2002 | Socorro           | LINEAR          | Vesta     | MPC                           |
| 191104     | 2002 ET44  | 10 mar 2002 | Haleakalā         | NEAT            | Vesta     | MPC                           |
| 191105     | 2002 EM48  | 12 mar 2002 | Palomar           | NEAT            | —         | MPC                           |
| 191106     | 2002 ED56  | 13 mar 2002 | Socorro           | LINEAR          | —         | MPC                           |
| 191107     | 2002 ER57  | 13 mar 2002 | Socorro           | LINEAR          | Vesta     | MPC                           |
| 191108     | 2002 EX58  | 13 mar 2002 | Socorro           | LINEAR          | Vesta     | MPC                           |
| 191109     | 2002 EW62  | 13 mar 2002 | Socorro           | LINEAR          | —         | MPC                           |
| 191110     | 2002 EG67  | 13 mar 2002 | Socorro           | LINEAR          | —         | MPC                           |
| 191111     | 2002 EU71  | 13 mar 2002 | Socorro           | LINEAR          | —         | MPC                           |
| 191112     | 2002 EE72  | 13 mar 2002 | Socorro           | LINEAR          | —         | MPC                           |
| 191113     | 2002 EY73  | 13 mar 2002 | Socorro           | LINEAR          | Eos       | MPC                           |
| 191114     | 2002 EB81  | 13 mar 2002 | Palomar           | NEAT            | Vesta     | MPC                           |
| 191115     | 2002 ES83  | 9 mar 2002  | Socorro           | LINEAR          | Vesta     | MPC                           |
| 191116     | 2002 ES84  | 9 mar 2002  | Socorro           | LINEAR          | Vesta     | MPC                           |
| 191117     | 2002 EG90  | 12 mar 2002 | Socorro           | LINEAR          | —         | MPC                           |
| 191118     | 2002 EE93  | 14 mar 2002 | Socorro           | LINEAR          | —         | MPC                           |
| 191119     | 2002 EY93  | 14 mar 2002 | Socorro           | LINEAR          | —         | MPC                           |
| 191120     | 2002 EZ130 | 12 mar 2002 | Palomar           | NEAT            | —         | MPC                           |
| 191121     | 2002 EF131 | 13 mar 2002 | Socorro           | LINEAR          | —         | MPC                           |
| 191122     | 2002 EU131 | 13 mar 2002 | Kitt Peak         | Spacewatch      | —         | MPC                           |
| 191123     | 2002 EB135 | 13 mar 2002 | Palomar           | NEAT            | —         | MPC                           |
| 191124     | 2002 EL137 | 12 mar 2002 | Palomar           | NEAT            | —         | MPC                           |
| 191125     | 2002 EG138 | 12 mar 2002 | Palomar           | NEAT            | —         | MPC                           |
| 191126     | 2002 EU138 | 12 mar 2002 | Palomar           | NEAT            | —         | MPC                           |
| 191127     | 2002 FC1   | 18 mar 2002 | Desert Eagle      | W. K. Y. Yeung  | —         | MPC                           |
| 191128     | 2002 FM2   | 19 mar 2002 | Desert Eagle      | W. K. Y. Yeung  | —         | MPC                           |
| 191129     | 2002 FP10  | 17 mar 2002 | Socorro           | LINEAR          | —         | MPC                           |
| 191130     | 2002 FE35  | 20 mar 2002 | Socorro           | LINEAR          | —         | MPC                           |
| 191131     | 2002 GH5   | 10 abr 2002 | Socorro           | LINEAR          | Juno      | MPC                           |
| 191132     | 2002 GK23  | 15 abr 2002 | Palomar           | NEAT            | —         | MPC                           |
| 191133     | 2002 GF33  | 1 abr 2002  | Anderson Mesa     | LONEOS          | —         | MPC                           |
| 191134     | 2002 GH33  | 1 abr 2002  | Anderson Mesa     | LONEOS          | Phocaea   | MPC                           |
| 191135     | 2002 GG43  | 4 abr 2002  | Palomar           | NEAT            | —         | MPC                           |
| 191136     | 2002 GC45  | 4 abr 2002  | Palomar           | NEAT            | —         | MPC                           |
| 191137     | 2002 GT56  | 5 abr 2002  | Palomar           | NEAT            | —         | MPC                           |
| 191138     | 2002 GX70  | 8 abr 2002  | Bergisch Gladbach | W. Bickel       | —         | MPC                           |
| 191139     | 2002 GG76  | 9 abr 2002  | Kitt Peak         | Spacewatch      | —         | MPC                           |
| 191140     | 2002 GM86  | 10 abr 2002 | Socorro           | LINEAR          | —         | MPC                           |
| 191141     | 2002 GP87  | 10 abr 2002 | Socorro           | LINEAR          | —         | MPC                           |
| 191142     | 2002 GM102 | 10 abr 2002 | Socorro           | LINEAR          | —         | MPC                           |
| 191143     | 2002 GS102 | 10 abr 2002 | Socorro           | LINEAR          | —         | MPC                           |
| 191144     | 2002 GH113 | 11 abr 2002 | Anderson Mesa     | LONEOS          | —         | MPC                           |
| 191145     | 2002 GH119 | 12 abr 2002 | Palomar           | NEAT            | —         | MPC                           |
| 191146     | 2002 GT128 | 12 abr 2002 | Socorro           | LINEAR          | —         | MPC                           |
| 191147     | 2002 GS130 | 12 abr 2002 | Socorro           | LINEAR          | —         | MPC                           |
| 191148     | 2002 GW140 | 13 abr 2002 | Palomar           | NEAT            | —         | MPC                           |
| 191149     | 2002 GO148 | 14 abr 2002 | Socorro           | LINEAR          | —         | MPC                           |
| 191150     | 2002 GG149 | 14 abr 2002 | Palomar           | NEAT            | —         | MPC                           |
| 191151     | 2002 GA173 | 10 abr 2002 | Socorro           | LINEAR          | —         | MPC                           |
| 191152     | 2002 HP2   | 16 abr 2002 | Socorro           | LINEAR          | —         | MPC                           |
| 191153     | 2002 HS4   | 17 abr 2002 | Socorro           | LINEAR          | Juno      | MPC                           |
| 191154     | 2002 HA11  | 18 abr 2002 | Haleakalā         | NEAT            | —         | MPC                           |
| 191155     | 2002 JO36  | 4 mai 2002  | Anderson Mesa     | LONEOS          | —         | MPC                           |
| 191156     | 2002 JG38  | 9 mai 2002  | Palomar           | NEAT            | —         | MPC                           |
| 191157     | 2002 JH38  | 9 mai 2002  | Palomar           | NEAT            | —         | MPC                           |
| 191158     | 2002 JX43  | 9 mai 2002  | Socorro           | LINEAR          | Juno      | MPC                           |
| 191159     | 2002 JG71  | 8 mai 2002  | Socorro           | LINEAR          | —         | MPC                           |
| 191160     | 2002 JV73  | 8 mai 2002  | Socorro           | LINEAR          | —         | MPC                           |
| 191161     | 2002 JY86  | 11 mai 2002 | Socorro           | LINEAR          | —         | MPC                           |
| 191162     | 2002 JN122 | 6 mai 2002  | Socorro           | LINEAR          | —         | MPC                           |
| 191163     | 2002 JN125 | 7 mai 2002  | Palomar           | NEAT            | —         | MPC                           |
| 191164     | 2002 JD148 | 8 mai 2002  | Anderson Mesa     | LONEOS          | —         | MPC                           |
| 191165     | 2002 JR148 | 9 mai 2002  | Palomar           | NEAT            | —         | MPC                           |
| 191166     | 2002 KQ2   | 18 mai 2002 | Palomar           | NEAT            | —         | MPC                           |
| 191167     | 2002 LK6   | 1 jun 2002  | Socorro           | LINEAR          | —         | MPC                           |
| 191168     | 2002 LX29  | 9 jun 2002  | Haleakalā         | NEAT            | —         | MPC                           |
| 191169     | 2002 LJ36  | 9 jun 2002  | Socorro           | LINEAR          | —         | MPC                           |
| 191170     | 2002 MF3   | 19 jun 2002 | Socorro           | LINEAR          | —         | MPC                           |
| 191171     | 2002 MF5   | 16 jun 2002 | Palomar           | NEAT            | —         | MPC                           |
| 191172     | 2002 MH5   | 20 jun 2002 | Palomar           | NEAT            | —         | MPC                           |
| 191173     | 2002 ND11  | 4 jul 2002  | Palomar           | NEAT            | —         | MPC                           |
| 191174     | 2002 NF12  | 4 jul 2002  | Palomar           | NEAT            | —         | MPC                           |
| 191175     | 2002 NT21  | 9 jul 2002  | Socorro           | LINEAR          | —         | MPC                           |
| 191176     | 2002 NA32  | 13 jul 2002 | Socorro           | LINEAR          | —         | MPC                           |
| 191177     | 2002 NX35  | 9 jul 2002  | Socorro           | LINEAR          | —         | MPC                           |
| 191178     | 2002 NS36  | 9 jul 2002  | Socorro           | LINEAR          | —         | MPC                           |
| 191179     | 2002 NR43  | 15 jul 2002 | Palomar           | NEAT            | —         | MPC                           |
| 191180     | 2002 NA47  | 12 jul 2002 | Palomar           | NEAT            | —         | MPC                           |
| 191181     | 2002 NZ52  | 14 jul 2002 | Palomar           | NEAT            | —         | MPC                           |
| 191182     | 2002 NR53  | 14 jul 2002 | Palomar           | NEAT            | —         | MPC                           |
| 191183     | 2002 NZ55  | 12 jul 2002 | Palomar           | NEAT            | —         | MPC                           |
| 191184     | 2002 NC56  | 15 jul 2002 | Palomar           | NEAT            | —         | MPC                           |
| 191185     | 2002 OK10  | 22 jul 2002 | Palomar           | NEAT            | —         | MPC                           |
| 191186     | 2002 OW10  | 22 jul 2002 | Palomar           | NEAT            | —         | MPC                           |
| 191187     | 2002 OH11  | 16 jul 2002 | Haleakalā         | NEAT            | —         | MPC                           |
| 191188     | 2002 OD16  | 18 jul 2002 | Socorro           | LINEAR          | Brangane  | MPC                           |
| 191189     | 2002 OP16  | 18 jul 2002 | Socorro           | LINEAR          | —         | MPC                           |
| 191190     | 2002 OA20  | 23 jul 2002 | Palomar           | NEAT            | —         | MPC                           |
| 191191     | 2002 OY20  | 22 jul 2002 | Palomar           | NEAT            | —         | MPC                           |
| 191192     | 2002 PA4   | 4 ago 2002  | Palomar           | NEAT            | —         | MPC                           |
| 191193     | 2002 PV4   | 4 ago 2002  | Palomar           | NEAT            | —         | MPC                           |
| 191194     | 2002 PV5   | 4 ago 2002  | Palomar           | NEAT            | —         | MPC                           |
| 191195     | 2002 PN15  | 6 ago 2002  | Palomar           | NEAT            | Ursula    | MPC                           |
| 191196     | 2002 PW15  | 6 ago 2002  | Palomar           | NEAT            | —         | MPC                           |
| 191197     | 2002 PS37  | 6 ago 2002  | Palomar           | NEAT            | —         | MPC                           |
| 191198     | 2002 PC47  | 10 ago 2002 | Socorro           | LINEAR          | —         | MPC                           |
| 191199     | 2002 PO47  | 10 ago 2002 | Socorro           | LINEAR          | —         | MPC                           |
| 191200     | 2002 PA70  | 11 ago 2002 | Socorro           | LINEAR          | —         | MPC                           |

## 191201–191300
| Designação     | Designação | Descoberta  | Descoberta       | Descobridor(es)            | Categoria | Mais informações / Referência |
| Permanente     | Provisória | Data        | Local            | Descobridor(es)            | Categoria | Mais informações / Referência |
| -------------- | ---------- | ----------- | ---------------- | -------------------------- | --------- | ----------------------------- |
| 191201         | 2002 PN71  | 12 ago 2002 | Socorro          | LINEAR                     | —         | MPC                           |
| 191202         | 2002 PJ82  | 9 ago 2002  | Socorro          | LINEAR                     | —         | MPC                           |
| 191203         | 2002 PT94  | 12 ago 2002 | Haleakalā        | NEAT                       | —         | MPC                           |
| 191204         | 2002 PN97  | 14 ago 2002 | Socorro          | LINEAR                     | —         | MPC                           |
| 191205         | 2002 PS105 | 12 ago 2002 | Socorro          | LINEAR                     | —         | MPC                           |
| 191206         | 2002 PP109 | 13 ago 2002 | Anderson Mesa    | LONEOS                     | —         | MPC                           |
| 191207         | 2002 PH169 | 8 ago 2002  | Palomar          | NEAT                       | —         | MPC                           |
| 191208         | 2002 QU28  | 29 ago 2002 | Palomar          | NEAT                       | —         | MPC                           |
| 191209         | 2002 QE32  | 29 ago 2002 | Palomar          | NEAT                       | —         | MPC                           |
| 191210         | 2002 QR41  | 29 ago 2002 | Palomar          | NEAT                       | —         | MPC                           |
| 191211         | 2002 QC58  | 17 ago 2002 | Palomar          | A. Lowe                    | —         | MPC                           |
| 191212         | 2002 QV116 | 29 ago 2002 | Palomar          | NEAT                       | —         | MPC                           |
| 191213         | 2002 RA1   | 2 set 2002  | Bagnall Beach    | G. Crawford                | —         | MPC                           |
| 191214         | 2002 RO30  | 4 set 2002  | Anderson Mesa    | LONEOS                     | —         | MPC                           |
| 191215         | 2002 RA39  | 5 set 2002  | Socorro          | LINEAR                     | —         | MPC                           |
| 191216         | 2002 RJ40  | 5 set 2002  | Socorro          | LINEAR                     | —         | MPC                           |
| 191217         | 2002 RX43  | 5 set 2002  | Socorro          | LINEAR                     | —         | MPC                           |
| 191218         | 2002 RY50  | 5 set 2002  | Socorro          | LINEAR                     | —         | MPC                           |
| 191219         | 2002 RC71  | 4 set 2002  | Palomar          | NEAT                       | —         | MPC                           |
| 191220         | 2002 RU74  | 5 set 2002  | Socorro          | LINEAR                     | —         | MPC                           |
| 191221         | 2002 RL85  | 5 set 2002  | Socorro          | LINEAR                     | —         | MPC                           |
| 191222         | 2002 RY88  | 5 set 2002  | Socorro          | LINEAR                     | —         | MPC                           |
| 191223         | 2002 RK124 | 9 set 2002  | Palomar          | NEAT                       | —         | MPC                           |
| 191224         | 2002 RK146 | 11 set 2002 | Palomar          | NEAT                       | —         | MPC                           |
| 191225         | 2002 RN150 | 11 set 2002 | Haleakalā        | NEAT                       | —         | MPC                           |
| 191226         | 2002 RC170 | 13 set 2002 | Palomar          | NEAT                       | —         | MPC                           |
| 191227         | 2002 RA239 | 1 set 2002  | Haleakalā        | R. Matson                  | Ursula    | MPC                           |
| 191228         | 2002 RN242 | 3 set 2002  | Needville        | J. Dellinger, W. G. Dillon | —         | MPC                           |
| 191229         | 2002 RQ246 | 15 set 2002 | Palomar          | NEAT                       | Brangane  | MPC                           |
| 191230         | 2002 SG1   | 26 set 2002 | Haleakalā        | NEAT                       | —         | MPC                           |
| 191231         | 2002 SR6   | 27 set 2002 | Palomar          | NEAT                       | —         | MPC                           |
| 191232         | 2002 SL18  | 26 set 2002 | Socorro          | LINEAR                     | —         | MPC                           |
| 191233         | 2002 SX45  | 29 set 2002 | Kitt Peak        | Spacewatch                 | —         | MPC                           |
| 191234         | 2002 TX17  | 2 out 2002  | Socorro          | LINEAR                     | —         | MPC                           |
| 191235         | 2002 TB122 | 3 out 2002  | Campo Imperatore | CINEOS                     | —         | MPC                           |
| 191236         | 2002 TT139 | 4 out 2002  | Anderson Mesa    | LONEOS                     | —         | MPC                           |
| 191237         | 2002 TA175 | 4 out 2002  | Socorro          | LINEAR                     | —         | MPC                           |
| 191238         | 2002 UP27  | 31 out 2002 | Palomar          | NEAT                       | —         | MPC                           |
| 191239         | 2002 VW13  | 4 nov 2002  | Kitt Peak        | Spacewatch                 | —         | MPC                           |
| 191240         | 2002 VX16  | 5 nov 2002  | Socorro          | LINEAR                     | —         | MPC                           |
| 191241         | 2002 VN103 | 12 nov 2002 | Socorro          | LINEAR                     | —         | MPC                           |
| 191242         | 2002 XA35  | 6 dez 2002  | Socorro          | LINEAR                     | Juno      | MPC                           |
| 191243         | 2002 XJ60  | 10 dez 2002 | Socorro          | LINEAR                     | —         | MPC                           |
| 191244         | 2002 YC4   | 27 dez 2002 | Anderson Mesa    | LONEOS                     | —         | MPC                           |
| 191245         | 2002 YL9   | 31 dez 2002 | Socorro          | LINEAR                     | —         | MPC                           |
| 191246         | 2002 YV15  | 31 dez 2002 | Socorro          | LINEAR                     | —         | MPC                           |
| 191247         | 2002 YM29  | 31 dez 2002 | Socorro          | LINEAR                     | —         | MPC                           |
| 191248         | 2002 YO29  | 31 dez 2002 | Socorro          | LINEAR                     | —         | MPC                           |
| 191249         | 2003 AS38  | 7 jan 2003  | Socorro          | LINEAR                     | —         | MPC                           |
| 191250         | 2003 AL69  | 7 jan 2003  | Socorro          | LINEAR                     | —         | MPC                           |
| 191251         | 2003 AV90  | 5 jan 2003  | Anderson Mesa    | LONEOS                     | —         | MPC                           |
| 191252         | 2003 BS2   | 26 jan 2003 | Haleakalā        | NEAT                       | —         | MPC                           |
| 191253         | 2003 BE9   | 26 jan 2003 | Anderson Mesa    | LONEOS                     | —         | MPC                           |
| 191254         | 2003 BO9   | 26 jan 2003 | Palomar          | NEAT                       | —         | MPC                           |
| 191255         | 2003 BP18  | 27 jan 2003 | Socorro          | LINEAR                     | —         | MPC                           |
| 191256         | 2003 BW27  | 26 jan 2003 | Palomar          | NEAT                       | —         | MPC                           |
| 191257         | 2003 BE33  | 27 jan 2003 | Haleakalā        | NEAT                       | —         | MPC                           |
| 191258         | 2003 BV33  | 28 jan 2003 | Socorro          | LINEAR                     | —         | MPC                           |
| 191259         | 2003 BL37  | 28 jan 2003 | Kitt Peak        | Spacewatch                 | —         | MPC                           |
| 191260         | 2003 BM49  | 27 jan 2003 | Anderson Mesa    | LONEOS                     | —         | MPC                           |
| 191261         | 2003 BK53  | 27 jan 2003 | Anderson Mesa    | LONEOS                     | —         | MPC                           |
| 191262         | 2003 BW54  | 27 jan 2003 | Palomar          | NEAT                       | —         | MPC                           |
| 191263         | 2003 BK60  | 27 jan 2003 | Haleakalā        | NEAT                       | —         | MPC                           |
| 191264         | 2003 BA61  | 27 jan 2003 | Palomar          | NEAT                       | —         | MPC                           |
| 191265         | 2003 BU77  | 30 jan 2003 | Socorro          | LINEAR                     | —         | MPC                           |
| 191266         | 2003 BG82  | 30 jan 2003 | Haleakalā        | NEAT                       | Mitidika  | MPC                           |
| 191267         | 2003 CO3   | 3 fev 2003  | Kitt Peak        | Spacewatch                 | —         | MPC                           |
| 191268         | 2003 CM24  | 4 fev 2003  | La Silla         | C. Barbieri                | —         | MPC                           |
| 191269         | 2003 DB2   | 21 fev 2003 | Palomar          | NEAT                       | —         | MPC                           |
| 191270         | 2003 DN13  | 26 fev 2003 | Haleakalā        | NEAT                       | —         | MPC                           |
| 191271         | 2003 ER5   | 5 mar 2003  | Socorro          | LINEAR                     | —         | MPC                           |
| 191272         | 2003 EM6   | 6 mar 2003  | Anderson Mesa    | LONEOS                     | —         | MPC                           |
| 191273         | 2003 EA13  | 6 mar 2003  | Palomar          | NEAT                       | Mitidika  | MPC                           |
| 191274         | 2003 EJ13  | 6 mar 2003  | Palomar          | NEAT                       | —         | MPC                           |
| 191275         | 2003 ES18  | 6 mar 2003  | Anderson Mesa    | LONEOS                     | Mitidika  | MPC                           |
| 191276         | 2003 EZ26  | 6 mar 2003  | Anderson Mesa    | LONEOS                     | —         | MPC                           |
| 191277         | 2003 EN29  | 6 mar 2003  | Socorro          | LINEAR                     | —         | MPC                           |
| 191278         | 2003 ED38  | 8 mar 2003  | Anderson Mesa    | LONEOS                     | —         | MPC                           |
| 191279         | 2003 EV51  | 11 mar 2003 | Palomar          | NEAT                       | —         | MPC                           |
| 191280         | 2003 EZ56  | 9 mar 2003  | Palomar          | NEAT                       | —         | MPC                           |
| 191281         | 2003 EN62  | 9 mar 2003  | Socorro          | LINEAR                     | —         | MPC                           |
| 191282 Feustel | 2003 FS    | 22 mar 2003 | Kleť             | KLENOT                     | —         | MPC                           |
| 191283         | 2003 FX12  | 23 mar 2003 | Kitt Peak        | Spacewatch                 | —         | MPC                           |
| 191284         | 2003 FA36  | 23 mar 2003 | Kitt Peak        | Spacewatch                 | —         | MPC                           |
| 191285         | 2003 FU57  | 26 mar 2003 | Kitt Peak        | Spacewatch                 | —         | MPC                           |
| 191286         | 2003 FY57  | 26 mar 2003 | Kitt Peak        | Spacewatch                 | —         | MPC                           |
| 191287         | 2003 FD75  | 26 mar 2003 | Haleakalā        | NEAT                       | —         | MPC                           |
| 191288         | 2003 FZ77  | 27 mar 2003 | Palomar          | NEAT                       | —         | MPC                           |
| 191289         | 2003 FR94  | 29 mar 2003 | Anderson Mesa    | LONEOS                     | —         | MPC                           |
| 191290         | 2003 FR102 | 31 mar 2003 | Kitt Peak        | Spacewatch                 | —         | MPC                           |
| 191291         | 2003 FH103 | 24 mar 2003 | Kitt Peak        | Spacewatch                 | Vesta     | MPC                           |
| 191292         | 2003 FF107 | 30 mar 2003 | Socorro          | LINEAR                     | —         | MPC                           |
| 191293         | 2003 FK107 | 30 mar 2003 | Socorro          | LINEAR                     | —         | MPC                           |
| 191294         | 2003 FM108 | 31 mar 2003 | Anderson Mesa    | LONEOS                     | —         | MPC                           |
| 191295         | 2003 FX112 | 30 mar 2003 | Kitt Peak        | Spacewatch                 | —         | MPC                           |
| 191296         | 2003 FQ128 | 29 mar 2003 | Anderson Mesa    | LONEOS                     | —         | MPC                           |
| 191297         | 2003 GP2   | 1 abr 2003  | Palomar          | NEAT                       | —         | MPC                           |
| 191298         | 2003 GG8   | 3 abr 2003  | Anderson Mesa    | LONEOS                     | —         | MPC                           |
| 191299         | 2003 GH9   | 2 abr 2003  | Socorro          | LINEAR                     | —         | MPC                           |
| 191300         | 2003 GS9   | 2 abr 2003  | Socorro          | LINEAR                     | —         | MPC                           |

## 191301–191400
| Designação     | Designação | Descoberta  | Descoberta        | Descobridor(es)         | Categoria | Mais informações / Referência |
| Permanente     | Provisória | Data        | Local             | Descobridor(es)         | Categoria | Mais informações / Referência |
| -------------- | ---------- | ----------- | ----------------- | ----------------------- | --------- | ----------------------------- |
| 191301         | 2003 GP12  | 1 abr 2003  | Socorro           | LINEAR                  | —         | MPC                           |
| 191302         | 2003 GD32  | 8 abr 2003  | Socorro           | LINEAR                  | —         | MPC                           |
| 191303         | 2003 GU35  | 5 abr 2003  | Anderson Mesa     | LONEOS                  | Vesta     | MPC                           |
| 191304         | 2003 GD44  | 9 abr 2003  | Socorro           | LINEAR                  | Phocaea   | MPC                           |
| 191305         | 2003 HQ20  | 24 abr 2003 | Anderson Mesa     | LONEOS                  | —         | MPC                           |
| 191306         | 2003 HV20  | 24 abr 2003 | Anderson Mesa     | LONEOS                  | —         | MPC                           |
| 191307         | 2003 HV21  | 27 abr 2003 | Anderson Mesa     | LONEOS                  | —         | MPC                           |
| 191308         | 2003 HX29  | 28 abr 2003 | Anderson Mesa     | LONEOS                  | —         | MPC                           |
| 191309         | 2003 HQ30  | 28 abr 2003 | Haleakalā         | NEAT                    | —         | MPC                           |
| 191310         | 2003 HM32  | 28 abr 2003 | Anderson Mesa     | LONEOS                  | —         | MPC                           |
| 191311         | 2003 HV37  | 28 abr 2003 | Anderson Mesa     | LONEOS                  | —         | MPC                           |
| 191312         | 2003 HX38  | 29 abr 2003 | Haleakalā         | NEAT                    | —         | MPC                           |
| 191313         | 2003 HJ41  | 29 abr 2003 | Haleakala         | NEAT                    | Phocaea   | MPC                           |
| 191314         | 2003 HC44  | 27 abr 2003 | Anderson Mesa     | LONEOS                  | —         | MPC                           |
| 191315         | 2003 HT46  | 28 abr 2003 | Socorro           | LINEAR                  | —         | MPC                           |
| 191316         | 2003 HZ47  | 30 abr 2003 | Socorro           | LINEAR                  | Phocaea   | MPC                           |
| 191317         | 2003 HK55  | 25 abr 2003 | Campo Imperatore  | CINEOS                  | —         | MPC                           |
| 191318         | 2003 HT57  | 25 abr 2003 | Apache Point      | SDSS                    | —         | MPC                           |
| 191319         | 2003 JW7   | 2 mai 2003  | Socorro           | LINEAR                  | —         | MPC                           |
| 191320         | 2003 JZ12  | 4 mai 2003  | Bergisch Gladbach | W. Bickel               | Pallas    | MPC                           |
| 191321         | 2003 JF18  | 1 mai 2003  | Kitt Peak         | Spacewatch              | Phocaea   | MPC                           |
| 191322         | 2003 KJ    | 20 mai 2003 | Anderson Mesa     | LONEOS                  | —         | MPC                           |
| 191323         | 2003 KN    | 22 mai 2003 | Wrightwood        | J. W. Young             | —         | MPC                           |
| 191324         | 2003 KA4   | 23 mai 2003 | Reedy Creek       | J. Broughton            | —         | MPC                           |
| 191325         | 2003 LQ2   | 3 jun 2003  | Socorro           | LINEAR                  | —         | MPC                           |
| 191326         | 2003 MV5   | 26 jun 2003 | Socorro           | LINEAR                  | —         | MPC                           |
| 191327         | 2003 MO12  | 29 jun 2003 | Socorro           | LINEAR                  | —         | MPC                           |
| 191328         | 2003 OT6   | 21 jul 2003 | Haleakalā         | NEAT                    | —         | MPC                           |
| 191329         | 2003 OB18  | 24 jul 2003 | Campo Imperatore  | CINEOS                  | —         | MPC                           |
| 191330         | 2003 OX28  | 24 jul 2003 | Palomar           | NEAT                    | —         | MPC                           |
| 191331         | 2003 OZ28  | 24 jul 2003 | Palomar           | NEAT                    | —         | MPC                           |
| 191332         | 2003 PK7   | 1 ago 2003  | Haleakalā         | NEAT                    | —         | MPC                           |
| 191333         | 2003 QR1   | 19 ago 2003 | Campo Imperatore  | CINEOS                  | —         | MPC                           |
| 191334         | 2003 QB2   | 19 ago 2003 | Campo Imperatore  | CINEOS                  | —         | MPC                           |
| 191335         | 2003 QC5   | 20 ago 2003 | Campo Imperatore  | CINEOS                  | —         | MPC                           |
| 191336         | 2003 QS7   | 21 ago 2003 | Palomar           | NEAT                    | —         | MPC                           |
| 191337         | 2003 QN11  | 21 ago 2003 | Haleakalā         | NEAT                    | Eos       | MPC                           |
| 191338         | 2003 QD13  | 22 ago 2003 | Haleakala         | NEAT                    | —         | MPC                           |
| 191339         | 2003 QD19  | 22 ago 2003 | Palomar           | NEAT                    | —         | MPC                           |
| 191340         | 2003 QT22  | 20 ago 2003 | Palomar           | NEAT                    | Brangane  | MPC                           |
| 191341 Lánczos | 2003 QC31  | 24 ago 2003 | Piszkéstető       | K. Sárneczky, B. Sipőcz | —         | MPC                           |
| 191342         | 2003 QK32  | 21 ago 2003 | Palomar           | NEAT                    | Maria     | MPC                           |
| 191343         | 2003 QF33  | 22 ago 2003 | Socorro           | LINEAR                  | —         | MPC                           |
| 191344         | 2003 QK33  | 22 ago 2003 | Palomar           | NEAT                    | —         | MPC                           |
| 191345         | 2003 QN33  | 22 ago 2003 | Palomar           | NEAT                    | Brangane  | MPC                           |
| 191346         | 2003 QH39  | 22 ago 2003 | Palomar           | NEAT                    | —         | MPC                           |
| 191347         | 2003 QZ41  | 22 ago 2003 | Socorro           | LINEAR                  | —         | MPC                           |
| 191348         | 2003 QL42  | 22 ago 2003 | Socorro           | LINEAR                  | —         | MPC                           |
| 191349         | 2003 QF46  | 23 ago 2003 | Palomar           | NEAT                    | —         | MPC                           |
| 191350         | 2003 QF48  | 20 ago 2003 | Palomar           | NEAT                    | —         | MPC                           |
| 191351         | 2003 QY58  | 23 ago 2003 | Palomar           | NEAT                    | —         | MPC                           |
| 191352         | 2003 QS66  | 22 ago 2003 | Socorro           | LINEAR                  | Ursula    | MPC                           |
| 191353         | 2003 QL67  | 23 ago 2003 | Socorro           | LINEAR                  | —         | MPC                           |
| 191354         | 2003 QD69  | 23 ago 2003 | Palomar           | NEAT                    | —         | MPC                           |
| 191355         | 2003 QZ73  | 24 ago 2003 | Socorro           | LINEAR                  | —         | MPC                           |
| 191356         | 2003 QW75  | 24 ago 2003 | Socorro           | LINEAR                  | —         | MPC                           |
| 191357         | 2003 QE79  | 24 ago 2003 | Socorro           | LINEAR                  | —         | MPC                           |
| 191358         | 2003 QH80  | 22 ago 2003 | Palomar           | NEAT                    | —         | MPC                           |
| 191359         | 2003 QR81  | 23 ago 2003 | Palomar           | NEAT                    | —         | MPC                           |
| 191360         | 2003 QZ84  | 24 ago 2003 | Socorro           | LINEAR                  | —         | MPC                           |
| 191361         | 2003 QD87  | 25 ago 2003 | Socorro           | LINEAR                  | —         | MPC                           |
| 191362         | 2003 QG87  | 25 ago 2003 | Socorro           | LINEAR                  | —         | MPC                           |
| 191363         | 2003 QS93  | 28 ago 2003 | Haleakalā         | NEAT                    | —         | MPC                           |
| 191364         | 2003 QQ94  | 28 ago 2003 | Haleakala         | NEAT                    | —         | MPC                           |
| 191365         | 2003 QA102 | 30 ago 2003 | Kitt Peak         | Spacewatch              | —         | MPC                           |
| 191366         | 2003 QB107 | 31 ago 2003 | Socorro           | LINEAR                  | —         | MPC                           |
| 191367         | 2003 QD113 | 31 ago 2003 | Socorro           | LINEAR                  | —         | MPC                           |
| 191368         | 2003 RQ5   | 3 set 2003  | Socorro           | LINEAR                  | —         | MPC                           |
| 191369         | 2003 RR7   | 3 set 2003  | Reedy Creek       | J. Broughton            | —         | MPC                           |
| 191370         | 2003 RO9   | 4 set 2003  | Socorro           | LINEAR                  | —         | MPC                           |
| 191371         | 2003 RS9   | 4 set 2003  | Campo Imperatore  | CINEOS                  | —         | MPC                           |
| 191372         | 2003 RP13  | 15 set 2003 | Palomar           | NEAT                    | —         | MPC                           |
| 191373         | 2003 RD14  | 15 set 2003 | Haleakalā         | NEAT                    | Brangane  | MPC                           |
| 191374         | 2003 RK14  | 14 set 2003 | Haleakala         | NEAT                    | —         | MPC                           |
| 191375         | 2003 RO26  | 3 set 2003  | Haleakala         | NEAT                    | —         | MPC                           |
| 191376         | 2003 RZ26  | 2 set 2003  | Socorro           | LINEAR                  | —         | MPC                           |
| 191377         | 2003 SQ    | 16 set 2003 | Kitt Peak         | Spacewatch              | —         | MPC                           |
| 191378         | 2003 SJ4   | 16 set 2003 | Kitt Peak         | Spacewatch              | —         | MPC                           |
| 191379         | 2003 SY7   | 16 set 2003 | Palomar           | NEAT                    | —         | MPC                           |
| 191380         | 2003 SH8   | 16 set 2003 | Kitt Peak         | Spacewatch              | —         | MPC                           |
| 191381         | 2003 SD17  | 18 set 2003 | Campo Imperatore  | CINEOS                  | —         | MPC                           |
| 191382         | 2003 SR18  | 16 set 2003 | Kitt Peak         | Spacewatch              | —         | MPC                           |
| 191383         | 2003 SM22  | 16 set 2003 | Kitt Peak         | Spacewatch              | —         | MPC                           |
| 191384         | 2003 SZ27  | 18 set 2003 | Palomar           | NEAT                    | —         | MPC                           |
| 191385         | 2003 SU39  | 16 set 2003 | Palomar           | NEAT                    | —         | MPC                           |
| 191386         | 2003 SK40  | 16 set 2003 | Palomar           | NEAT                    | —         | MPC                           |
| 191387         | 2003 SO40  | 16 set 2003 | Palomar           | NEAT                    | —         | MPC                           |
| 191388         | 2003 SU40  | 16 set 2003 | Palomar           | NEAT                    | —         | MPC                           |
| 191389         | 2003 SQ42  | 16 set 2003 | Anderson Mesa     | LONEOS                  | —         | MPC                           |
| 191390         | 2003 SH44  | 16 set 2003 | Anderson Mesa     | LONEOS                  | —         | MPC                           |
| 191391         | 2003 SR44  | 16 set 2003 | Anderson Mesa     | LONEOS                  | —         | MPC                           |
| 191392         | 2003 SC45  | 16 set 2003 | Anderson Mesa     | LONEOS                  | —         | MPC                           |
| 191393         | 2003 SO47  | 17 set 2003 | Haleakalā         | NEAT                    | —         | MPC                           |
| 191394         | 2003 SN48  | 18 set 2003 | Palomar           | NEAT                    | —         | MPC                           |
| 191395         | 2003 SQ48  | 18 set 2003 | Palomar           | NEAT                    | —         | MPC                           |
| 191396         | 2003 SB50  | 18 set 2003 | Palomar           | NEAT                    | —         | MPC                           |
| 191397         | 2003 ST59  | 17 set 2003 | Anderson Mesa     | LONEOS                  | —         | MPC                           |
| 191398         | 2003 SH63  | 17 set 2003 | Socorro           | LINEAR                  | —         | MPC                           |
| 191399         | 2003 SO67  | 19 set 2003 | Socorro           | LINEAR                  | —         | MPC                           |
| 191400         | 2003 SZ70  | 18 set 2003 | Kitt Peak         | Spacewatch              | —         | MPC                           |

## 191401–191500
| Designação       | Designação | Descoberta  | Descoberta       | Descobridor(es) | Categoria | Mais informações / Referência |
| Permanente       | Provisória | Data        | Local            | Descobridor(es) | Categoria | Mais informações / Referência |
| ---------------- | ---------- | ----------- | ---------------- | --------------- | --------- | ----------------------------- |
| 191401           | 2003 SZ73  | 18 set 2003 | Kitt Peak        | Spacewatch      | —         | MPC                           |
| 191402           | 2003 SM76  | 18 set 2003 | Kitt Peak        | Spacewatch      | —         | MPC                           |
| 191403           | 2003 SB78  | 19 set 2003 | Kitt Peak        | Spacewatch      | —         | MPC                           |
| 191404           | 2003 SZ79  | 19 set 2003 | Kitt Peak        | Spacewatch      | —         | MPC                           |
| 191405           | 2003 SZ81  | 17 set 2003 | Kitt Peak        | Spacewatch      | —         | MPC                           |
| 191406           | 2003 SD82  | 17 set 2003 | Kitt Peak        | Spacewatch      | —         | MPC                           |
| 191407           | 2003 SJ86  | 16 set 2003 | Palomar          | NEAT            | —         | MPC                           |
| 191408           | 2003 SP86  | 16 set 2003 | Palomar          | NEAT            | —         | MPC                           |
| 191409           | 2003 SJ88  | 18 set 2003 | Campo Imperatore | CINEOS          | —         | MPC                           |
| 191410           | 2003 SS92  | 18 set 2003 | Kitt Peak        | Spacewatch      | —         | MPC                           |
| 191411           | 2003 SW93  | 18 set 2003 | Kitt Peak        | Spacewatch      | —         | MPC                           |
| 191412           | 2003 SX103 | 20 set 2003 | Socorro          | LINEAR          | —         | MPC                           |
| 191413           | 2003 SQ104 | 20 set 2003 | Socorro          | LINEAR          | —         | MPC                           |
| 191414           | 2003 SW109 | 20 set 2003 | Kitt Peak        | Spacewatch      | —         | MPC                           |
| 191415           | 2003 SA110 | 20 set 2003 | Palomar          | NEAT            | Ursula    | MPC                           |
| 191416           | 2003 SZ119 | 17 set 2003 | Kitt Peak        | Spacewatch      | —         | MPC                           |
| 191417           | 2003 SU137 | 21 set 2003 | Campo Imperatore | CINEOS          | —         | MPC                           |
| 191418           | 2003 SW138 | 20 set 2003 | Palomar          | NEAT            | —         | MPC                           |
| 191419           | 2003 SZ138 | 21 set 2003 | Socorro          | LINEAR          | —         | MPC                           |
| 191420           | 2003 SN139 | 18 set 2003 | Socorro          | LINEAR          | —         | MPC                           |
| 191421           | 2003 SM146 | 20 set 2003 | Palomar          | NEAT            | —         | MPC                           |
| 191422           | 2003 SW146 | 20 set 2003 | Palomar          | NEAT            | Brangane  | MPC                           |
| 191423           | 2003 SX146 | 20 set 2003 | Palomar          | NEAT            | —         | MPC                           |
| 191424           | 2003 SA147 | 20 set 2003 | Palomar          | NEAT            | —         | MPC                           |
| 191425           | 2003 SO148 | 16 set 2003 | Kitt Peak        | Spacewatch      | —         | MPC                           |
| 191426           | 2003 SR149 | 17 set 2003 | Socorro          | LINEAR          | Brangane  | MPC                           |
| 191427           | 2003 SC154 | 19 set 2003 | Anderson Mesa    | LONEOS          | —         | MPC                           |
| 191428           | 2003 SC155 | 19 set 2003 | Anderson Mesa    | LONEOS          | Brangane  | MPC                           |
| 191429           | 2003 SL157 | 19 set 2003 | Anderson Mesa    | LONEOS          | —         | MPC                           |
| 191430           | 2003 SH159 | 21 set 2003 | Socorro          | LINEAR          | —         | MPC                           |
| 191431           | 2003 SZ159 | 20 set 2003 | Palomar          | NEAT            | —         | MPC                           |
| 191432           | 2003 SJ163 | 19 set 2003 | Kitt Peak        | Spacewatch      | —         | MPC                           |
| 191433           | 2003 SW168 | 23 set 2003 | Haleakalā        | NEAT            | —         | MPC                           |
| 191434           | 2003 SZ172 | 18 set 2003 | Socorro          | LINEAR          | —         | MPC                           |
| 191435           | 2003 SX175 | 18 set 2003 | Palomar          | NEAT            | —         | MPC                           |
| 191436           | 2003 SD177 | 18 set 2003 | Palomar          | NEAT            | —         | MPC                           |
| 191437           | 2003 SR177 | 18 set 2003 | Palomar          | NEAT            | —         | MPC                           |
| 191438           | 2003 SP178 | 19 set 2003 | Socorro          | LINEAR          | —         | MPC                           |
| 191439           | 2003 SE182 | 20 set 2003 | Socorro          | LINEAR          | —         | MPC                           |
| 191440           | 2003 SO182 | 20 set 2003 | Campo Imperatore | CINEOS          | —         | MPC                           |
| 191441           | 2003 ST185 | 22 set 2003 | Anderson Mesa    | LONEOS          | Brangane  | MPC                           |
| 191442           | 2003 SG189 | 22 set 2003 | Anderson Mesa    | LONEOS          | —         | MPC                           |
| 191443           | 2003 SG192 | 20 set 2003 | Campo Imperatore | CINEOS          | —         | MPC                           |
| 191444           | 2003 SV193 | 20 set 2003 | Socorro          | LINEAR          | —         | MPC                           |
| 191445           | 2003 SG194 | 20 set 2003 | Anderson Mesa    | LONEOS          | —         | MPC                           |
| 191446           | 2003 SK199 | 21 set 2003 | Anderson Mesa    | LONEOS          | —         | MPC                           |
| 191447           | 2003 SV201 | 26 set 2003 | Desert Eagle     | W. K. Y. Yeung  | —         | MPC                           |
| 191448           | 2003 SC203 | 22 set 2003 | Anderson Mesa    | LONEOS          | —         | MPC                           |
| 191449           | 2003 ST208 | 23 set 2003 | Palomar          | NEAT            | —         | MPC                           |
| 191450           | 2003 SU210 | 23 set 2003 | Palomar          | NEAT            | —         | MPC                           |
| 191451           | 2003 SD212 | 25 set 2003 | Palomar          | NEAT            | Brangane  | MPC                           |
| 191452           | 2003 SL216 | 26 set 2003 | Socorro          | LINEAR          | —         | MPC                           |
| 191453           | 2003 SZ217 | 27 set 2003 | Desert Eagle     | W. K. Y. Yeung  | —         | MPC                           |
| 191454           | 2003 SD221 | 28 set 2003 | Socorro          | LINEAR          | Juno      | MPC                           |
| 191455           | 2003 ST225 | 26 set 2003 | Socorro          | LINEAR          | —         | MPC                           |
| 191456           | 2003 SR226 | 26 set 2003 | Socorro          | LINEAR          | —         | MPC                           |
| 191457           | 2003 ST231 | 24 set 2003 | Palomar          | NEAT            | —         | MPC                           |
| 191458           | 2003 SS236 | 26 set 2003 | Socorro          | LINEAR          | —         | MPC                           |
| 191459           | 2003 SL254 | 27 set 2003 | Kitt Peak        | Spacewatch      | —         | MPC                           |
| 191460           | 2003 SE258 | 28 set 2003 | Kitt Peak        | Spacewatch      | —         | MPC                           |
| 191461           | 2003 SD266 | 29 set 2003 | Socorro          | LINEAR          | —         | MPC                           |
| 191462           | 2003 SF266 | 29 set 2003 | Socorro          | LINEAR          | —         | MPC                           |
| 191463           | 2003 SJ266 | 29 set 2003 | Socorro          | LINEAR          | —         | MPC                           |
| 191464           | 2003 SL269 | 26 set 2003 | Goodricke-Pigott | R. A. Tucker    | —         | MPC                           |
| 191465           | 2003 SY269 | 24 set 2003 | Haleakalā        | NEAT            | —         | MPC                           |
| 191466           | 2003 SB273 | 27 set 2003 | Socorro          | LINEAR          | —         | MPC                           |
| 191467           | 2003 SD280 | 18 set 2003 | Palomar          | NEAT            | —         | MPC                           |
| 191468           | 2003 SB282 | 19 set 2003 | Socorro          | LINEAR          | —         | MPC                           |
| 191469           | 2003 SL286 | 21 set 2003 | Palomar          | NEAT            | —         | MPC                           |
| 191470           | 2003 SM286 | 21 set 2003 | Palomar          | NEAT            | —         | MPC                           |
| 191471           | 2003 SE289 | 28 set 2003 | Socorro          | LINEAR          | —         | MPC                           |
| 191472           | 2003 ST291 | 30 set 2003 | Socorro          | LINEAR          | —         | MPC                           |
| 191473           | 2003 SL292 | 25 set 2003 | Palomar          | NEAT            | Brangane  | MPC                           |
| 191474           | 2003 SO292 | 25 set 2003 | Palomar          | NEAT            | —         | MPC                           |
| 191475           | 2003 SU292 | 26 set 2003 | Socorro          | LINEAR          | —         | MPC                           |
| 191476           | 2003 SX296 | 16 set 2003 | Palomar          | NEAT            | Chimaera  | MPC                           |
| 191477           | 2003 SE297 | 18 set 2003 | Haleakalā        | NEAT            | —         | MPC                           |
| 191478           | 2003 SP303 | 17 set 2003 | Palomar          | NEAT            | —         | MPC                           |
| 191479           | 2003 SR308 | 29 set 2003 | Anderson Mesa    | LONEOS          | —         | MPC                           |
| 191480           | 2003 SR310 | 28 set 2003 | Haleakalā        | NEAT            | —         | MPC                           |
| 191481           | 2003 SH312 | 26 set 2003 | Goodricke-Pigott | R. A. Tucker    | —         | MPC                           |
| 191482           | 2003 SJ312 | 27 set 2003 | Goodricke-Pigott | R. A. Tucker    | —         | MPC                           |
| 191483           | 2003 SH319 | 21 set 2003 | Anderson Mesa    | LONEOS          | —         | MPC                           |
| 191484           | 2003 TA1   | 3 out 2003  | Kingsnake        | J. V. McClusky  | —         | MPC                           |
| 191485           | 2003 TO2   | 7 out 2003  | Wrightwood       | J. W. Young     | —         | MPC                           |
| 191486           | 2003 TL7   | 1 out 2003  | Anderson Mesa    | LONEOS          | —         | MPC                           |
| 191487           | 2003 TM7   | 1 out 2003  | Anderson Mesa    | LONEOS          | Brangane  | MPC                           |
| 191488           | 2003 TN15  | 15 out 2003 | Anderson Mesa    | LONEOS          | —         | MPC                           |
| 191489           | 2003 TW16  | 14 out 2003 | Anderson Mesa    | LONEOS          | Ursula    | MPC                           |
| 191490           | 2003 TQ20  | 15 out 2003 | Palomar          | NEAT            | —         | MPC                           |
| 191491           | 2003 TF21  | 15 out 2003 | Anderson Mesa    | LONEOS          | —         | MPC                           |
| 191492           | 2003 TH57  | 5 out 2003  | Socorro          | LINEAR          | —         | MPC                           |
| 191493           | 2003 TT57  | 14 out 2003 | Palomar          | NEAT            | —         | MPC                           |
| 191494 Berndkoch | 2003 UE5   | 16 out 2003 | Mülheim-Ruhr     | A. Martin       | —         | MPC                           |
| 191495           | 2003 UN11  | 20 out 2003 | Socorro          | LINEAR          | —         | MPC                           |
| 191496           | 2003 UU21  | 21 out 2003 | Kingsnake        | J. V. McClusky  | —         | MPC                           |
| 191497           | 2003 UL27  | 23 out 2003 | Goodricke-Pigott | R. A. Tucker    | —         | MPC                           |
| 191498           | 2003 UB37  | 16 out 2003 | Palomar          | NEAT            | —         | MPC                           |
| 191499           | 2003 UA41  | 16 out 2003 | Anderson Mesa    | LONEOS          | —         | MPC                           |
| 191500           | 2003 UR47  | 24 out 2003 | Haleakalā        | NEAT            | —         | MPC                           |

## 191501–191600
| Designação       | Designação | Descoberta  | Descoberta        | Descobridor(es)         | Categoria | Mais informações / Referência |
| Permanente       | Provisória | Data        | Local             | Descobridor(es)         | Categoria | Mais informações / Referência |
| ---------------- | ---------- | ----------- | ----------------- | ----------------------- | --------- | ----------------------------- |
| 191501           | 2003 UA48  | 16 out 2003 | Kitt Peak         | Spacewatch              | —         | MPC                           |
| 191502           | 2003 UL48  | 16 out 2003 | Anderson Mesa     | LONEOS                  | Ursula    | MPC                           |
| 191503           | 2003 UW48  | 16 out 2003 | Anderson Mesa     | LONEOS                  | —         | MPC                           |
| 191504           | 2003 UL54  | 18 out 2003 | Palomar           | NEAT                    | —         | MPC                           |
| 191505           | 2003 UQ57  | 16 out 2003 | Palomar           | NEAT                    | Ursula    | MPC                           |
| 191506           | 2003 UT63  | 16 out 2003 | Anderson Mesa     | LONEOS                  | Brangane  | MPC                           |
| 191507           | 2003 UK65  | 16 out 2003 | Palomar           | NEAT                    | —         | MPC                           |
| 191508           | 2003 UA73  | 19 out 2003 | Kitt Peak         | Spacewatch              | —         | MPC                           |
| 191509           | 2003 UD83  | 16 out 2003 | Anderson Mesa     | LONEOS                  | —         | MPC                           |
| 191510           | 2003 UK85  | 18 out 2003 | Kitt Peak         | Spacewatch              | —         | MPC                           |
| 191511           | 2003 UT86  | 18 out 2003 | Palomar           | NEAT                    | —         | MPC                           |
| 191512           | 2003 UA87  | 18 out 2003 | Palomar           | NEAT                    | —         | MPC                           |
| 191513           | 2003 UJ89  | 20 out 2003 | Kitt Peak         | Spacewatch              | —         | MPC                           |
| 191514           | 2003 UQ92  | 20 out 2003 | Palomar           | NEAT                    | Brangane  | MPC                           |
| 191515           | 2003 UB111 | 19 out 2003 | Haleakalā         | NEAT                    | —         | MPC                           |
| 191516           | 2003 US112 | 20 out 2003 | Socorro           | LINEAR                  | Ursula    | MPC                           |
| 191517           | 2003 UK116 | 21 out 2003 | Socorro           | LINEAR                  | —         | MPC                           |
| 191518           | 2003 UA129 | 21 out 2003 | Kitt Peak         | Spacewatch              | —         | MPC                           |
| 191519           | 2003 UD133 | 20 out 2003 | Palomar           | NEAT                    | —         | MPC                           |
| 191520           | 2003 UE148 | 19 out 2003 | Kitt Peak         | Spacewatch              | —         | MPC                           |
| 191521           | 2003 UJ152 | 21 out 2003 | Kitt Peak         | Spacewatch              | —         | MPC                           |
| 191522           | 2003 US158 | 20 out 2003 | Kitt Peak         | Spacewatch              | —         | MPC                           |
| 191523           | 2003 UD173 | 20 out 2003 | Palomar           | NEAT                    | —         | MPC                           |
| 191524           | 2003 UN177 | 21 out 2003 | Palomar           | NEAT                    | —         | MPC                           |
| 191525           | 2003 UW183 | 21 out 2003 | Palomar           | NEAT                    | —         | MPC                           |
| 191526           | 2003 UV186 | 22 out 2003 | Socorro           | LINEAR                  | —         | MPC                           |
| 191527           | 2003 UA193 | 20 out 2003 | Kitt Peak         | Spacewatch              | —         | MPC                           |
| 191528           | 2003 UV193 | 20 out 2003 | Kitt Peak         | Spacewatch              | —         | MPC                           |
| 191529           | 2003 UX196 | 21 out 2003 | Kitt Peak         | Spacewatch              | —         | MPC                           |
| 191530           | 2003 UX197 | 21 out 2003 | Anderson Mesa     | LONEOS                  | Ursula    | MPC                           |
| 191531           | 2003 UQ198 | 21 out 2003 | Kitt Peak         | Spacewatch              | —         | MPC                           |
| 191532           | 2003 UV199 | 21 out 2003 | Socorro           | LINEAR                  | —         | MPC                           |
| 191533           | 2003 UV208 | 22 out 2003 | Kitt Peak         | Spacewatch              | —         | MPC                           |
| 191534           | 2003 UM211 | 23 out 2003 | Kitt Peak         | Spacewatch              | —         | MPC                           |
| 191535           | 2003 UE218 | 21 out 2003 | Socorro           | LINEAR                  | —         | MPC                           |
| 191536           | 2003 UY222 | 22 out 2003 | Socorro           | LINEAR                  | —         | MPC                           |
| 191537           | 2003 UL223 | 22 out 2003 | Socorro           | LINEAR                  | —         | MPC                           |
| 191538           | 2003 UR227 | 23 out 2003 | Kitt Peak         | Spacewatch              | Ursula    | MPC                           |
| 191539           | 2003 UL230 | 23 out 2003 | Kitt Peak         | Spacewatch              | —         | MPC                           |
| 191540           | 2003 UF236 | 22 out 2003 | Kitt Peak         | Spacewatch              | Ursula    | MPC                           |
| 191541           | 2003 UF238 | 23 out 2003 | Haleakalā         | NEAT                    | —         | MPC                           |
| 191542           | 2003 UM244 | 24 out 2003 | Kitt Peak         | Spacewatch              | —         | MPC                           |
| 191543           | 2003 UJ249 | 25 out 2003 | Socorro           | LINEAR                  | Ursula    | MPC                           |
| 191544           | 2003 UA255 | 25 out 2003 | Kitt Peak         | Spacewatch              | —         | MPC                           |
| 191545           | 2003 UZ261 | 26 out 2003 | Socorro           | LINEAR                  | —         | MPC                           |
| 191546           | 2003 UV268 | 28 out 2003 | Socorro           | LINEAR                  | —         | MPC                           |
| 191547           | 2003 UB269 | 28 out 2003 | Haleakalā         | NEAT                    | —         | MPC                           |
| 191548           | 2003 UG278 | 25 out 2003 | Socorro           | LINEAR                  | —         | MPC                           |
| 191549           | 2003 UL293 | 18 out 2003 | Socorro           | LINEAR                  | —         | MPC                           |
| 191550           | 2003 UL299 | 16 out 2003 | Kitt Peak         | Spacewatch              | —         | MPC                           |
| 191551           | 2003 VK1   | 6 nov 2003  | Piszkéstető       | K. Sárneczky, B. Sipőcz | —         | MPC                           |
| 191552           | 2003 VC8   | 14 nov 2003 | Palomar           | NEAT                    | —         | MPC                           |
| 191553           | 2003 WV14  | 16 nov 2003 | Kitt Peak         | Spacewatch              | —         | MPC                           |
| 191554           | 2003 WC15  | 16 nov 2003 | Kitt Peak         | Spacewatch              | —         | MPC                           |
| 191555           | 2003 WC20  | 19 nov 2003 | Socorro           | LINEAR                  | —         | MPC                           |
| 191556           | 2003 WM44  | 19 nov 2003 | Palomar           | NEAT                    | Brangane  | MPC                           |
| 191557           | 2003 WT63  | 19 nov 2003 | Kitt Peak         | Spacewatch              | —         | MPC                           |
| 191558           | 2003 WO65  | 19 nov 2003 | Kitt Peak         | Spacewatch              | —         | MPC                           |
| 191559           | 2003 WE69  | 19 nov 2003 | Kitt Peak         | Spacewatch              | —         | MPC                           |
| 191560           | 2003 WR69  | 19 nov 2003 | Kitt Peak         | Spacewatch              | —         | MPC                           |
| 191561           | 2003 WT74  | 20 nov 2003 | Socorro           | LINEAR                  | —         | MPC                           |
| 191562           | 2003 WD81  | 20 nov 2003 | Socorro           | LINEAR                  | —         | MPC                           |
| 191563           | 2003 WJ102 | 21 nov 2003 | Palomar           | NEAT                    | —         | MPC                           |
| 191564           | 2003 WZ112 | 20 nov 2003 | Socorro           | LINEAR                  | Ursula    | MPC                           |
| 191565           | 2003 WX128 | 21 nov 2003 | Palomar           | NEAT                    | —         | MPC                           |
| 191566           | 2003 WN139 | 21 nov 2003 | Socorro           | LINEAR                  | Juno      | MPC                           |
| 191567           | 2003 WX146 | 23 nov 2003 | Socorro           | LINEAR                  | —         | MPC                           |
| 191568           | 2003 WR151 | 26 nov 2003 | Socorro           | LINEAR                  | —         | MPC                           |
| 191569           | 2003 WZ153 | 29 nov 2003 | Socorro           | LINEAR                  | Juno      | MPC                           |
| 191570           | 2003 WQ162 | 30 nov 2003 | Socorro           | LINEAR                  | —         | MPC                           |
| 191571           | 2003 WX170 | 21 nov 2003 | Catalina          | CSS                     | —         | MPC                           |
| 191572           | 2003 WU189 | 22 nov 2003 | Catalina          | CSS                     | —         | MPC                           |
| 191573           | 2003 XZ10  | 10 dez 2003 | Palomar           | NEAT                    | —         | MPC                           |
| 191574           | 2003 XF14  | 15 dez 2003 | Socorro           | LINEAR                  | —         | MPC                           |
| 191575           | 2003 XP25  | 1 dez 2003  | Socorro           | LINEAR                  | —         | MPC                           |
| 191576           | 2003 XM30  | 1 dez 2003  | Kitt Peak         | Spacewatch              | —         | MPC                           |
| 191577           | 2003 XU32  | 1 dez 2003  | Kitt Peak         | Spacewatch              | —         | MPC                           |
| 191578           | 2003 XH35  | 3 dez 2003  | Socorro           | LINEAR                  | Brangane  | MPC                           |
| 191579           | 2003 YB6   | 17 dez 2003 | Socorro           | LINEAR                  | —         | MPC                           |
| 191580           | 2003 YR53  | 19 dez 2003 | Socorro           | LINEAR                  | —         | MPC                           |
| 191581           | 2003 YC64  | 19 dez 2003 | Socorro           | LINEAR                  | —         | MPC                           |
| 191582 Kikadolfi | 2003 YK69  | 20 dez 2003 | San Marcello      | L. Tesi, G. Fagioli     | —         | MPC                           |
| 191583           | 2003 YF105 | 22 dez 2003 | Socorro           | LINEAR                  | —         | MPC                           |
| 191584           | 2004 BA143 | 19 jan 2004 | Kitt Peak         | Spacewatch              | —         | MPC                           |
| 191585           | 2004 CO63  | 12 fev 2004 | Palomar           | NEAT                    | Brangane  | MPC                           |
| 191586           | 2004 DU49  | 22 fev 2004 | Socorro           | LINEAR                  | Juno      | MPC                           |
| 191587           | 2004 EJ6   | 12 mar 2004 | Palomar           | NEAT                    | —         | MPC                           |
| 191588           | 2004 EO73  | 15 mar 2004 | Catalina          | CSS                     | —         | MPC                           |
| 191589           | 2004 FQ5   | 19 mar 2004 | Palomar           | NEAT                    | —         | MPC                           |
| 191590           | 2004 FN29  | 24 mar 2004 | Bergisch Gladbach | W. Bickel               | —         | MPC                           |
| 191591           | 2004 FR38  | 17 mar 2004 | Socorro           | LINEAR                  | —         | MPC                           |
| 191592           | 2004 FX46  | 17 mar 2004 | Socorro           | LINEAR                  | —         | MPC                           |
| 191593           | 2004 FD68  | 20 mar 2004 | Socorro           | LINEAR                  | —         | MPC                           |
| 191594           | 2004 FC90  | 20 mar 2004 | Socorro           | LINEAR                  | —         | MPC                           |
| 191595           | 2004 FF109 | 24 mar 2004 | Anderson Mesa     | LONEOS                  | —         | MPC                           |
| 191596           | 2004 FX121 | 24 mar 2004 | Anderson Mesa     | LONEOS                  | —         | MPC                           |
| 191597           | 2004 FX125 | 27 mar 2004 | Socorro           | LINEAR                  | —         | MPC                           |
| 191598           | 2004 FT142 | 27 mar 2004 | Socorro           | LINEAR                  | —         | MPC                           |
| 191599           | 2004 FN143 | 28 mar 2004 | Socorro           | LINEAR                  | —         | MPC                           |
| 191600           | 2004 FW146 | 22 mar 2004 | Socorro           | LINEAR                  | —         | MPC                           |

## 191601–191700
| Designação | Designação | Descoberta  | Descoberta       | Descobridor(es) | Categoria | Mais informações / Referência |
| Permanente | Provisória | Data        | Local            | Descobridor(es) | Categoria | Mais informações / Referência |
| ---------- | ---------- | ----------- | ---------------- | --------------- | --------- | ----------------------------- |
| 191601     | 2004 GY13  | 13 abr 2004 | Catalina         | CSS             | —         | MPC                           |
| 191602     | 2004 GB30  | 12 abr 2004 | Kitt Peak        | Spacewatch      | —         | MPC                           |
| 191603     | 2004 GH37  | 14 abr 2004 | Anderson Mesa    | LONEOS          | —         | MPC                           |
| 191604     | 2004 GL48  | 12 abr 2004 | Kitt Peak        | Spacewatch      | —         | MPC                           |
| 191605     | 2004 GA59  | 12 abr 2004 | Palomar          | NEAT            | —         | MPC                           |
| 191606     | 2004 GN74  | 15 abr 2004 | Palomar          | NEAT            | —         | MPC                           |
| 191607     | 2004 HD7   | 16 abr 2004 | Palomar          | NEAT            | —         | MPC                           |
| 191608     | 2004 HP10  | 17 abr 2004 | Socorro          | LINEAR          | —         | MPC                           |
| 191609     | 2004 HA18  | 17 abr 2004 | Socorro          | LINEAR          | —         | MPC                           |
| 191610     | 2004 HW24  | 19 abr 2004 | Socorro          | LINEAR          | —         | MPC                           |
| 191611     | 2004 HU45  | 21 abr 2004 | Socorro          | LINEAR          | —         | MPC                           |
| 191612     | 2004 HT48  | 22 abr 2004 | Siding Spring    | SSS             | —         | MPC                           |
| 191613     | 2004 HS50  | 23 abr 2004 | Kitt Peak        | Spacewatch      | —         | MPC                           |
| 191614     | 2004 JH6   | 8 mai 2004  | Palomar          | NEAT            | —         | MPC                           |
| 191615     | 2004 JE7   | 8 mai 2004  | Palomar          | NEAT            | —         | MPC                           |
| 191616     | 2004 JO22  | 9 mai 2004  | Palomar          | NEAT            | —         | MPC                           |
| 191617     | 2004 JN24  | 15 mai 2004 | Socorro          | LINEAR          | —         | MPC                           |
| 191618     | 2004 JB42  | 15 mai 2004 | Socorro          | LINEAR          | —         | MPC                           |
| 191619     | 2004 KJ7   | 19 mai 2004 | Socorro          | LINEAR          | —         | MPC                           |
| 191620     | 2004 LH5   | 12 jun 2004 | Palomar          | NEAT            | —         | MPC                           |
| 191621     | 2004 MN3   | 19 jun 2004 | Wrightwood       | J. W. Young     | Mitidika  | MPC                           |
| 191622     | 2004 MK8   | 27 jun 2004 | Siding Spring    | SSS             | —         | MPC                           |
| 191623     | 2004 NB1   | 7 jul 2004  | Campo Imperatore | CINEOS          | —         | MPC                           |
| 191624     | 2004 NJ1   | 9 jul 2004  | Palomar          | NEAT            | —         | MPC                           |
| 191625     | 2004 NO3   | 12 jul 2004 | Reedy Creek      | J. Broughton    | —         | MPC                           |
| 191626     | 2004 NF15  | 11 jul 2004 | Socorro          | LINEAR          | —         | MPC                           |
| 191627     | 2004 NF16  | 11 jul 2004 | Socorro          | LINEAR          | —         | MPC                           |
| 191628     | 2004 NE17  | 11 jul 2004 | Socorro          | LINEAR          | —         | MPC                           |
| 191629     | 2004 NJ17  | 11 jul 2004 | Socorro          | LINEAR          | —         | MPC                           |
| 191630     | 2004 NE22  | 11 jul 2004 | Socorro          | LINEAR          | —         | MPC                           |
| 191631     | 2004 NN27  | 11 jul 2004 | Socorro          | LINEAR          | —         | MPC                           |
| 191632     | 2004 NW27  | 11 jul 2004 | Socorro          | LINEAR          | —         | MPC                           |
| 191633     | 2004 OB12  | 17 jul 2004 | Reedy Creek      | J. Broughton    | —         | MPC                           |
| 191634     | 2004 PQ3   | 3 ago 2004  | Siding Spring    | SSS             | —         | MPC                           |
| 191635     | 2004 PD5   | 6 ago 2004  | Palomar          | NEAT            | —         | MPC                           |
| 191636     | 2004 PF9   | 6 ago 2004  | Palomar          | NEAT            | —         | MPC                           |
| 191637     | 2004 PX18  | 8 ago 2004  | Anderson Mesa    | LONEOS          | —         | MPC                           |
| 191638     | 2004 PO20  | 6 ago 2004  | Palomar          | NEAT            | —         | MPC                           |
| 191639     | 2004 PU23  | 8 ago 2004  | Socorro          | LINEAR          | —         | MPC                           |
| 191640     | 2004 PK24  | 8 ago 2004  | Socorro          | LINEAR          | —         | MPC                           |
| 191641     | 2004 PL24  | 8 ago 2004  | Socorro          | LINEAR          | —         | MPC                           |
| 191642     | 2004 PV29  | 7 ago 2004  | Palomar          | NEAT            | —         | MPC                           |
| 191643     | 2004 PX34  | 8 ago 2004  | Anderson Mesa    | LONEOS          | Mitidika  | MPC                           |
| 191644     | 2004 PZ36  | 9 ago 2004  | Socorro          | LINEAR          | —         | MPC                           |
| 191645     | 2004 PQ38  | 9 ago 2004  | Socorro          | LINEAR          | Mitidika  | MPC                           |
| 191646     | 2004 PP40  | 9 ago 2004  | Socorro          | LINEAR          | —         | MPC                           |
| 191647     | 2004 PK43  | 6 ago 2004  | Palomar          | NEAT            | —         | MPC                           |
| 191648     | 2004 PP45  | 7 ago 2004  | Palomar          | NEAT            | —         | MPC                           |
| 191649     | 2004 PX46  | 8 ago 2004  | Campo Imperatore | CINEOS          | —         | MPC                           |
| 191650     | 2004 PC51  | 8 ago 2004  | Socorro          | LINEAR          | —         | MPC                           |
| 191651     | 2004 PU56  | 9 ago 2004  | Socorro          | LINEAR          | —         | MPC                           |
| 191652     | 2004 PF57  | 9 ago 2004  | Socorro          | LINEAR          | —         | MPC                           |
| 191653     | 2004 PN69  | 7 ago 2004  | Palomar          | NEAT            | —         | MPC                           |
| 191654     | 2004 PQ71  | 8 ago 2004  | Socorro          | LINEAR          | —         | MPC                           |
| 191655     | 2004 PT73  | 8 ago 2004  | Socorro          | LINEAR          | —         | MPC                           |
| 191656     | 2004 PY81  | 10 ago 2004 | Socorro          | LINEAR          | —         | MPC                           |
| 191657     | 2004 PK84  | 10 ago 2004 | Socorro          | LINEAR          | —         | MPC                           |
| 191658     | 2004 PG91  | 11 ago 2004 | Socorro          | LINEAR          | —         | MPC                           |
| 191659     | 2004 PK101 | 11 ago 2004 | Socorro          | LINEAR          | —         | MPC                           |
| 191660     | 2004 PL101 | 11 ago 2004 | Socorro          | LINEAR          | —         | MPC                           |
| 191661     | 2004 PP101 | 11 ago 2004 | Socorro          | LINEAR          | —         | MPC                           |
| 191662     | 2004 PU102 | 12 ago 2004 | Socorro          | LINEAR          | —         | MPC                           |
| 191663     | 2004 PG103 | 12 ago 2004 | Socorro          | LINEAR          | —         | MPC                           |
| 191664     | 2004 PQ103 | 12 ago 2004 | Socorro          | LINEAR          | —         | MPC                           |
| 191665     | 2004 PA104 | 12 ago 2004 | Socorro          | LINEAR          | —         | MPC                           |
| 191666     | 2004 PQ112 | 3 ago 2004  | Siding Spring    | SSS             | —         | MPC                           |
| 191667     | 2004 QZ    | 16 ago 2004 | Palomar          | NEAT            | —         | MPC                           |
| 191668     | 2004 QF4   | 19 ago 2004 | Siding Spring    | SSS             | —         | MPC                           |
| 191669     | 2004 QD11  | 21 ago 2004 | Siding Spring    | SSS             | —         | MPC                           |
| 191670     | 2004 QV11  | 21 ago 2004 | Siding Spring    | SSS             | —         | MPC                           |
| 191671     | 2004 QC20  | 25 ago 2004 | Wise             | Wise Obs.       | —         | MPC                           |
| 191672     | 2004 RT10  | 7 set 2004  | Vicques          | M. Ory          | —         | MPC                           |
| 191673     | 2004 RR19  | 7 set 2004  | Palomar          | NEAT            | —         | MPC                           |
| 191674     | 2004 RG35  | 7 set 2004  | Socorro          | LINEAR          | —         | MPC                           |
| 191675     | 2004 RP38  | 7 set 2004  | Kitt Peak        | Spacewatch      | —         | MPC                           |
| 191676     | 2004 RR46  | 8 set 2004  | Socorro          | LINEAR          | —         | MPC                           |
| 191677     | 2004 RH47  | 8 set 2004  | Socorro          | LINEAR          | —         | MPC                           |
| 191678     | 2004 RS58  | 8 set 2004  | Socorro          | LINEAR          | —         | MPC                           |
| 191679     | 2004 RV63  | 8 set 2004  | Socorro          | LINEAR          | —         | MPC                           |
| 191680     | 2004 RE67  | 8 set 2004  | Socorro          | LINEAR          | —         | MPC                           |
| 191681     | 2004 RJ75  | 8 set 2004  | Socorro          | LINEAR          | —         | MPC                           |
| 191682     | 2004 RG76  | 8 set 2004  | Socorro          | LINEAR          | —         | MPC                           |
| 191683     | 2004 RX76  | 8 set 2004  | Socorro          | LINEAR          | —         | MPC                           |
| 191684     | 2004 RK78  | 8 set 2004  | Socorro          | LINEAR          | —         | MPC                           |
| 191685     | 2004 RO79  | 8 set 2004  | Palomar          | NEAT            | —         | MPC                           |
| 191686     | 2004 RA86  | 7 set 2004  | Socorro          | LINEAR          | —         | MPC                           |
| 191687     | 2004 RK95  | 8 set 2004  | Socorro          | LINEAR          | —         | MPC                           |
| 191688     | 2004 RC107 | 9 set 2004  | Socorro          | LINEAR          | —         | MPC                           |
| 191689     | 2004 RZ136 | 8 set 2004  | Campo Imperatore | CINEOS          | —         | MPC                           |
| 191690     | 2004 RY142 | 8 set 2004  | Palomar          | NEAT            | —         | MPC                           |
| 191691     | 2004 RK144 | 8 set 2004  | Palomar          | NEAT            | —         | MPC                           |
| 191692     | 2004 RN149 | 9 set 2004  | Socorro          | LINEAR          | —         | MPC                           |
| 191693     | 2004 RG150 | 9 set 2004  | Socorro          | LINEAR          | —         | MPC                           |
| 191694     | 2004 RL151 | 9 set 2004  | Socorro          | LINEAR          | —         | MPC                           |
| 191695     | 2004 RK154 | 10 set 2004 | Socorro          | LINEAR          | —         | MPC                           |
| 191696     | 2004 RB160 | 10 set 2004 | Socorro          | LINEAR          | —         | MPC                           |
| 191697     | 2004 RR162 | 11 set 2004 | Socorro          | LINEAR          | —         | MPC                           |
| 191698     | 2004 RV163 | 10 set 2004 | Socorro          | LINEAR          | —         | MPC                           |
| 191699     | 2004 RX167 | 7 set 2004  | Kitt Peak        | Spacewatch      | Phocaea   | MPC                           |
| 191700     | 2004 RG168 | 8 set 2004  | Socorro          | LINEAR          | —         | MPC                           |

## 191701–191800
| Designação | Designação | Descoberta  | Descoberta       | Descobridor(es)       | Categoria | Mais informações / Referência |
| Permanente | Provisória | Data        | Local            | Descobridor(es)       | Categoria | Mais informações / Referência |
| ---------- | ---------- | ----------- | ---------------- | --------------------- | --------- | ----------------------------- |
| 191701     | 2004 RP169 | 8 set 2004  | Socorro          | LINEAR                | —         | MPC                           |
| 191702     | 2004 RQ170 | 8 set 2004  | Palomar          | NEAT                  | —         | MPC                           |
| 191703     | 2004 RB172 | 9 set 2004  | Socorro          | LINEAR                | —         | MPC                           |
| 191704     | 2004 RF172 | 9 set 2004  | Socorro          | LINEAR                | —         | MPC                           |
| 191705     | 2004 RR188 | 10 set 2004 | Socorro          | LINEAR                | —         | MPC                           |
| 191706     | 2004 RX188 | 10 set 2004 | Socorro          | LINEAR                | —         | MPC                           |
| 191707     | 2004 RY192 | 10 set 2004 | Socorro          | LINEAR                | —         | MPC                           |
| 191708     | 2004 RQ194 | 10 set 2004 | Socorro          | LINEAR                | —         | MPC                           |
| 191709     | 2004 RT194 | 10 set 2004 | Socorro          | LINEAR                | —         | MPC                           |
| 191710     | 2004 RW195 | 10 set 2004 | Socorro          | LINEAR                | —         | MPC                           |
| 191711     | 2004 RQ196 | 10 set 2004 | Socorro          | LINEAR                | —         | MPC                           |
| 191712     | 2004 RT196 | 10 set 2004 | Socorro          | LINEAR                | —         | MPC                           |
| 191713     | 2004 RE199 | 10 set 2004 | Socorro          | LINEAR                | —         | MPC                           |
| 191714     | 2004 RX199 | 10 set 2004 | Socorro          | LINEAR                | —         | MPC                           |
| 191715     | 2004 RG201 | 10 set 2004 | Socorro          | LINEAR                | —         | MPC                           |
| 191716     | 2004 RX206 | 11 set 2004 | Socorro          | LINEAR                | —         | MPC                           |
| 191717     | 2004 RZ214 | 11 set 2004 | Socorro          | LINEAR                | Phocaea   | MPC                           |
| 191718     | 2004 RL218 | 11 set 2004 | Socorro          | LINEAR                | —         | MPC                           |
| 191719     | 2004 RO220 | 11 set 2004 | Socorro          | LINEAR                | —         | MPC                           |
| 191720     | 2004 RG224 | 8 set 2004  | Socorro          | LINEAR                | —         | MPC                           |
| 191721     | 2004 RP228 | 9 set 2004  | Kitt Peak        | Spacewatch            | —         | MPC                           |
| 191722     | 2004 RZ229 | 9 set 2004  | Kitt Peak        | Spacewatch            | —         | MPC                           |
| 191723     | 2004 RE237 | 10 set 2004 | Kitt Peak        | Spacewatch            | —         | MPC                           |
| 191724     | 2004 RJ246 | 10 set 2004 | Kitt Peak        | Spacewatch            | —         | MPC                           |
| 191725     | 2004 RM276 | 13 set 2004 | Kitt Peak        | Spacewatch            | —         | MPC                           |
| 191726     | 2004 RV287 | 15 set 2004 | 7300 Observatory | W. K. Y. Yeung        | —         | MPC                           |
| 191727     | 2004 RK293 | 11 set 2004 | Socorro          | LINEAR                | —         | MPC                           |
| 191728     | 2004 RK305 | 12 set 2004 | Socorro          | LINEAR                | —         | MPC                           |
| 191729     | 2004 RZ306 | 12 set 2004 | Socorro          | LINEAR                | —         | MPC                           |
| 191730     | 2004 RL309 | 13 set 2004 | Socorro          | LINEAR                | —         | MPC                           |
| 191731     | 2004 RZ309 | 13 set 2004 | Socorro          | LINEAR                | —         | MPC                           |
| 191732     | 2004 RD310 | 13 set 2004 | Socorro          | LINEAR                | Eos       | MPC                           |
| 191733     | 2004 RV312 | 15 set 2004 | Kitt Peak        | Spacewatch            | —         | MPC                           |
| 191734     | 2004 RU323 | 13 set 2004 | Socorro          | LINEAR                | —         | MPC                           |
| 191735     | 2004 RN325 | 13 set 2004 | Socorro          | LINEAR                | —         | MPC                           |
| 191736     | 2004 RV325 | 13 set 2004 | Socorro          | LINEAR                | —         | MPC                           |
| 191737     | 2004 RE326 | 13 set 2004 | Socorro          | LINEAR                | —         | MPC                           |
| 191738     | 2004 RR333 | 15 set 2004 | Anderson Mesa    | LONEOS                | —         | MPC                           |
| 191739     | 2004 RO338 | 15 set 2004 | Kitt Peak        | Spacewatch            | —         | MPC                           |
| 191740     | 2004 SB12  | 16 set 2004 | Siding Spring    | SSS                   | —         | MPC                           |
| 191741     | 2004 SC12  | 16 set 2004 | Siding Spring    | SSS                   | —         | MPC                           |
| 191742     | 2004 SA13  | 17 set 2004 | Anderson Mesa    | LONEOS                | Brangane  | MPC                           |
| 191743     | 2004 SZ13  | 17 set 2004 | Socorro          | LINEAR                | —         | MPC                           |
| 191744     | 2004 SX15  | 17 set 2004 | Anderson Mesa    | LONEOS                | —         | MPC                           |
| 191745     | 2004 SM20  | 17 set 2004 | Desert Eagle     | W. K. Y. Yeung        | —         | MPC                           |
| 191746     | 2004 SQ22  | 17 set 2004 | Socorro          | LINEAR                | Phocaea   | MPC                           |
| 191747     | 2004 SV29  | 17 set 2004 | Socorro          | LINEAR                | —         | MPC                           |
| 191748     | 2004 SZ40  | 17 set 2004 | Socorro          | LINEAR                | —         | MPC                           |
| 191749     | 2004 SO42  | 18 set 2004 | Socorro          | LINEAR                | —         | MPC                           |
| 191750     | 2004 ST48  | 21 set 2004 | Socorro          | LINEAR                | Phocaea   | MPC                           |
| 191751     | 2004 SC50  | 22 set 2004 | Socorro          | LINEAR                | —         | MPC                           |
| 191752     | 2004 SE50  | 22 set 2004 | Socorro          | LINEAR                | Mitidika  | MPC                           |
| 191753     | 2004 SD51  | 22 set 2004 | Kitt Peak        | Spacewatch            | —         | MPC                           |
| 191754     | 2004 SC52  | 17 set 2004 | Socorro          | LINEAR                | —         | MPC                           |
| 191755     | 2004 SQ54  | 22 set 2004 | Socorro          | LINEAR                | —         | MPC                           |
| 191756     | 2004 SU54  | 22 set 2004 | Socorro          | LINEAR                | —         | MPC                           |
| 191757     | 2004 SP60  | 16 set 2004 | Kitt Peak        | Spacewatch            | Brangane  | MPC                           |
| 191758     | 2004 TV1   | 3 out 2004  | Palomar          | NEAT                  | —         | MPC                           |
| 191759     | 2004 TA12  | 6 out 2004  | Goodricke-Pigott | R. A. Tucker          | —         | MPC                           |
| 191760     | 2004 TH12  | 7 out 2004  | Goodricke-Pigott | R. A. Tucker          | —         | MPC                           |
| 191761     | 2004 TK23  | 4 out 2004  | Kitt Peak        | Spacewatch            | —         | MPC                           |
| 191762     | 2004 TU34  | 4 out 2004  | Anderson Mesa    | LONEOS                | —         | MPC                           |
| 191763     | 2004 TB42  | 4 out 2004  | Kitt Peak        | Spacewatch            | —         | MPC                           |
| 191764     | 2004 TH45  | 4 out 2004  | Kitt Peak        | Spacewatch            | —         | MPC                           |
| 191765     | 2004 TF48  | 4 out 2004  | Kitt Peak        | Spacewatch            | —         | MPC                           |
| 191766     | 2004 TF50  | 4 out 2004  | Kitt Peak        | Spacewatch            | —         | MPC                           |
| 191767     | 2004 TH51  | 4 out 2004  | Kitt Peak        | Spacewatch            | —         | MPC                           |
| 191768     | 2004 TJ51  | 4 out 2004  | Kitt Peak        | Spacewatch            | —         | MPC                           |
| 191769     | 2004 TB53  | 4 out 2004  | Kitt Peak        | Spacewatch            | —         | MPC                           |
| 191770     | 2004 TA55  | 4 out 2004  | Kitt Peak        | Spacewatch            | —         | MPC                           |
| 191771     | 2004 TH68  | 5 out 2004  | Anderson Mesa    | LONEOS                | —         | MPC                           |
| 191772     | 2004 TE71  | 6 out 2004  | Kitt Peak        | Spacewatch            | —         | MPC                           |
| 191773     | 2004 TM73  | 6 out 2004  | Kitt Peak        | Spacewatch            | —         | MPC                           |
| 191774     | 2004 TA76  | 6 out 2004  | Palomar          | NEAT                  | —         | MPC                           |
| 191775     | 2004 TQ77  | 12 out 2004 | Moletai          | Molėtai Obs.          | —         | MPC                           |
| 191776     | 2004 TC79  | 4 out 2004  | Anderson Mesa    | LONEOS                | —         | MPC                           |
| 191777     | 2004 TN85  | 5 out 2004  | Kitt Peak        | Spacewatch            | —         | MPC                           |
| 191778     | 2004 TA86  | 5 out 2004  | Kitt Peak        | Spacewatch            | —         | MPC                           |
| 191779     | 2004 TT91  | 5 out 2004  | Kitt Peak        | Spacewatch            | —         | MPC                           |
| 191780     | 2004 TA99  | 5 out 2004  | Kitt Peak        | Spacewatch            | —         | MPC                           |
| 191781     | 2004 TS99  | 5 out 2004  | Kitt Peak        | Spacewatch            | —         | MPC                           |
| 191782     | 2004 TW113 | 7 out 2004  | Palomar          | NEAT                  | —         | MPC                           |
| 191783     | 2004 TX115 | 15 out 2004 | Goodricke-Pigott | Goodricke-Pigott Obs. | Phocaea   | MPC                           |
| 191784     | 2004 TP122 | 7 out 2004  | Anderson Mesa    | LONEOS                | —         | MPC                           |
| 191785     | 2004 TP124 | 7 out 2004  | Socorro          | LINEAR                | —         | MPC                           |
| 191786     | 2004 TZ125 | 7 out 2004  | Socorro          | LINEAR                | —         | MPC                           |
| 191787     | 2004 TZ126 | 7 out 2004  | Socorro          | LINEAR                | —         | MPC                           |
| 191788     | 2004 TQ131 | 7 out 2004  | Anderson Mesa    | LONEOS                | —         | MPC                           |
| 191789     | 2004 TG132 | 7 out 2004  | Anderson Mesa    | LONEOS                | —         | MPC                           |
| 191790     | 2004 TC134 | 7 out 2004  | Palomar          | NEAT                  | Eos       | MPC                           |
| 191791     | 2004 TM134 | 7 out 2004  | Palomar          | NEAT                  | —         | MPC                           |
| 191792     | 2004 TV136 | 8 out 2004  | Anderson Mesa    | LONEOS                | —         | MPC                           |
| 191793     | 2004 TK154 | 6 out 2004  | Kitt Peak        | Spacewatch            | Themis    | MPC                           |
| 191794     | 2004 TO161 | 6 out 2004  | Kitt Peak        | Spacewatch            | —         | MPC                           |
| 191795     | 2004 TK170 | 7 out 2004  | Socorro          | LINEAR                | —         | MPC                           |
| 191796     | 2004 TQ178 | 7 out 2004  | Kitt Peak        | Spacewatch            | —         | MPC                           |
| 191797     | 2004 TQ203 | 7 out 2004  | Kitt Peak        | Spacewatch            | —         | MPC                           |
| 191798     | 2004 TA205 | 7 out 2004  | Kitt Peak        | Spacewatch            | —         | MPC                           |
| 191799     | 2004 TL205 | 7 out 2004  | Kitt Peak        | Spacewatch            | —         | MPC                           |
| 191800     | 2004 TW211 | 8 out 2004  | Kitt Peak        | Spacewatch            | —         | MPC                           |

## 191801–191900
| Designação           | Designação | Descoberta  | Descoberta        | Descobridor(es)     | Categoria | Mais informações / Referência |
| Permanente           | Provisória | Data        | Local             | Descobridor(es)     | Categoria | Mais informações / Referência |
| -------------------- | ---------- | ----------- | ----------------- | ------------------- | --------- | ----------------------------- |
| 191801               | 2004 TC219 | 5 out 2004  | Kitt Peak         | Spacewatch          | —         | MPC                           |
| 191802               | 2004 TZ220 | 7 out 2004  | Socorro           | LINEAR              | —         | MPC                           |
| 191803               | 2004 TJ223 | 7 out 2004  | Socorro           | LINEAR              | —         | MPC                           |
| 191804               | 2004 TX223 | 8 out 2004  | Kitt Peak         | Spacewatch          | —         | MPC                           |
| 191805               | 2004 TS229 | 8 out 2004  | Kitt Peak         | Spacewatch          | —         | MPC                           |
| 191806               | 2004 TG247 | 7 out 2004  | Socorro           | LINEAR              | —         | MPC                           |
| 191807               | 2004 TX247 | 7 out 2004  | Socorro           | LINEAR              | Phocaea   | MPC                           |
| 191808               | 2004 TX261 | 9 out 2004  | Socorro           | LINEAR              | —         | MPC                           |
| 191809               | 2004 TO263 | 9 out 2004  | Kitt Peak         | Spacewatch          | —         | MPC                           |
| 191810               | 2004 TY276 | 9 out 2004  | Kitt Peak         | Spacewatch          | —         | MPC                           |
| 191811               | 2004 TJ279 | 10 out 2004 | Socorro           | LINEAR              | —         | MPC                           |
| 191812               | 2004 TV280 | 10 out 2004 | Kitt Peak         | Spacewatch          | Themis    | MPC                           |
| 191813               | 2004 TK286 | 8 out 2004  | Kitt Peak         | Spacewatch          | —         | MPC                           |
| 191814               | 2004 TT292 | 10 out 2004 | Socorro           | LINEAR              | —         | MPC                           |
| 191815               | 2004 TR294 | 10 out 2004 | Kitt Peak         | Spacewatch          | —         | MPC                           |
| 191816               | 2004 TO295 | 10 out 2004 | Kitt Peak         | Spacewatch          | —         | MPC                           |
| 191817               | 2004 TY302 | 9 out 2004  | Socorro           | LINEAR              | —         | MPC                           |
| 191818               | 2004 TU306 | 10 out 2004 | Socorro           | LINEAR              | —         | MPC                           |
| 191819               | 2004 TV321 | 11 out 2004 | Kitt Peak         | Spacewatch          | —         | MPC                           |
| 191820               | 2004 TO326 | 14 out 2004 | Palomar           | NEAT                | Phocaea   | MPC                           |
| 191821               | 2004 TT359 | 9 out 2004  | Socorro           | LINEAR              | —         | MPC                           |
| 191822               | 2004 TY361 | 14 out 2004 | Anderson Mesa     | LONEOS              | —         | MPC                           |
| 191823               | 2004 UX1   | 16 out 2004 | Socorro           | LINEAR              | —         | MPC                           |
| 191824               | 2004 UA3   | 18 out 2004 | Socorro           | LINEAR              | Phocaea   | MPC                           |
| 191825               | 2004 UV5   | 20 out 2004 | Socorro           | LINEAR              | —         | MPC                           |
| 191826               | 2004 UZ7   | 21 out 2004 | Socorro           | LINEAR              | —         | MPC                           |
| 191827               | 2004 UW9   | 18 out 2004 | Socorro           | LINEAR              | —         | MPC                           |
| 191828               | 2004 VF    | 2 nov 2004  | Palomar           | NEAT                | —         | MPC                           |
| 191829               | 2004 VR    | 2 nov 2004  | Anderson Mesa     | LONEOS              | —         | MPC                           |
| 191830               | 2004 VC2   | 2 nov 2004  | Anderson Mesa     | LONEOS              | Phocaea   | MPC                           |
| 191831               | 2004 VO3   | 3 nov 2004  | Kitt Peak         | Spacewatch          | —         | MPC                           |
| 191832               | 2004 VS7   | 3 nov 2004  | Kitt Peak         | Spacewatch          | —         | MPC                           |
| 191833               | 2004 VY7   | 3 nov 2004  | Kitt Peak         | Spacewatch          | —         | MPC                           |
| 191834               | 2004 VT9   | 3 nov 2004  | Anderson Mesa     | LONEOS              | —         | MPC                           |
| 191835               | 2004 VU10  | 3 nov 2004  | Catalina          | CSS                 | —         | MPC                           |
| 191836               | 2004 VG13  | 3 nov 2004  | Palomar           | NEAT                | —         | MPC                           |
| 191837               | 2004 VU13  | 3 nov 2004  | Catalina          | CSS                 | —         | MPC                           |
| 191838               | 2004 VR14  | 4 nov 2004  | Catalina          | CSS                 | —         | MPC                           |
| 191839               | 2004 VJ16  | 4 nov 2004  | Needville         | Needville Obs.      | —         | MPC                           |
| 191840               | 2004 VG17  | 3 nov 2004  | Kitt Peak         | Spacewatch          | —         | MPC                           |
| 191841               | 2004 VO20  | 4 nov 2004  | Catalina          | CSS                 | —         | MPC                           |
| 191842               | 2004 VL24  | 5 nov 2004  | Needville         | Needville Obs.      | Brangane  | MPC                           |
| 191843               | 2004 VD26  | 4 nov 2004  | Catalina          | CSS                 | —         | MPC                           |
| 191844               | 2004 VY26  | 4 nov 2004  | Catalina          | CSS                 | —         | MPC                           |
| 191845               | 2004 VG34  | 3 nov 2004  | Kitt Peak         | Spacewatch          | —         | MPC                           |
| 191846               | 2004 VO37  | 4 nov 2004  | Kitt Peak         | Spacewatch          | Themis    | MPC                           |
| 191847               | 2004 VB39  | 4 nov 2004  | Kitt Peak         | Spacewatch          | —         | MPC                           |
| 191848               | 2004 VP47  | 4 nov 2004  | Kitt Peak         | Spacewatch          | —         | MPC                           |
| 191849               | 2004 VZ48  | 4 nov 2004  | Kitt Peak         | Spacewatch          | —         | MPC                           |
| 191850               | 2004 VV54  | 7 nov 2004  | Bergisch Gladbach | W. Bickel           | —         | MPC                           |
| 191851               | 2004 VE57  | 5 nov 2004  | Socorro           | LINEAR              | —         | MPC                           |
| 191852               | 2004 VZ58  | 9 nov 2004  | Catalina          | CSS                 | —         | MPC                           |
| 191853               | 2004 VH59  | 9 nov 2004  | Catalina          | CSS                 | —         | MPC                           |
| 191854               | 2004 VV61  | 6 nov 2004  | Socorro           | LINEAR              | —         | MPC                           |
| 191855               | 2004 VX61  | 6 nov 2004  | Socorro           | LINEAR              | Phocaea   | MPC                           |
| 191856 Almáriván     | 2004 VW69  | 11 nov 2004 | Piszkéstető       | K. Sárneczky        | Eos       | MPC                           |
| 191857 Illéserzsébet | 2004 VA70  | 12 nov 2004 | Piszkéstető       | K. Sárneczky        | —         | MPC                           |
| 191858               | 2004 WV4   | 18 nov 2004 | Campo Imperatore  | CINEOS              | —         | MPC                           |
| 191859               | 2004 WJ7   | 19 nov 2004 | Socorro           | LINEAR              | —         | MPC                           |
| 191860               | 2004 WX8   | 18 nov 2004 | Socorro           | LINEAR              | —         | MPC                           |
| 191861               | 2004 XK8   | 2 dez 2004  | Palomar           | NEAT                | —         | MPC                           |
| 191862               | 2004 XQ10  | 3 dez 2004  | Kitt Peak         | Spacewatch          | —         | MPC                           |
| 191863               | 2004 XG19  | 8 dez 2004  | Socorro           | LINEAR              | —         | MPC                           |
| 191864               | 2004 XV22  | 8 dez 2004  | Socorro           | LINEAR              | —         | MPC                           |
| 191865               | 2004 XO28  | 10 dez 2004 | Socorro           | LINEAR              | —         | MPC                           |
| 191866               | 2004 XW31  | 10 dez 2004 | Kitt Peak         | Spacewatch          | —         | MPC                           |
| 191867               | 2004 XJ34  | 11 dez 2004 | Socorro           | LINEAR              | —         | MPC                           |
| 191868               | 2004 XD72  | 14 dez 2004 | Anderson Mesa     | LONEOS              | —         | MPC                           |
| 191869               | 2004 XH72  | 14 dez 2004 | Catalina          | CSS                 | —         | MPC                           |
| 191870               | 2004 XT76  | 10 dez 2004 | Socorro           | LINEAR              | —         | MPC                           |
| 191871               | 2004 XP81  | 10 dez 2004 | Socorro           | LINEAR              | Brangane  | MPC                           |
| 191872               | 2004 XW82  | 11 dez 2004 | Kitt Peak         | Spacewatch          | —         | MPC                           |
| 191873               | 2004 XR83  | 11 dez 2004 | Kitt Peak         | Spacewatch          | —         | MPC                           |
| 191874               | 2004 XR89  | 11 dez 2004 | Kitt Peak         | Spacewatch          | —         | MPC                           |
| 191875               | 2004 XY92  | 11 dez 2004 | Socorro           | LINEAR              | —         | MPC                           |
| 191876               | 2004 XC97  | 11 dez 2004 | Kitt Peak         | Spacewatch          | —         | MPC                           |
| 191877               | 2004 XQ101 | 14 dez 2004 | Catalina          | CSS                 | —         | MPC                           |
| 191878               | 2004 XA103 | 14 dez 2004 | Anderson Mesa     | LONEOS              | —         | MPC                           |
| 191879               | 2004 XQ107 | 11 dez 2004 | Socorro           | LINEAR              | —         | MPC                           |
| 191880               | 2004 XJ108 | 11 dez 2004 | Socorro           | LINEAR              | —         | MPC                           |
| 191881               | 2004 XM108 | 2 dez 2004  | Catalina          | CSS                 | Brangane  | MPC                           |
| 191882               | 2004 XS108 | 11 dez 2004 | Socorro           | LINEAR              | —         | MPC                           |
| 191883               | 2004 XC144 | 12 dez 2004 | Socorro           | LINEAR              | —         | MPC                           |
| 191884               | 2004 XC145 | 13 dez 2004 | Socorro           | LINEAR              | —         | MPC                           |
| 191885               | 2004 XJ157 | 14 dez 2004 | Socorro           | LINEAR              | —         | MPC                           |
| 191886               | 2004 XR161 | 15 dez 2004 | Socorro           | LINEAR              | Eos       | MPC                           |
| 191887               | 2004 XU173 | 10 dez 2004 | Socorro           | LINEAR              | —         | MPC                           |
| 191888               | 2004 XP182 | 2 dez 2004  | Anderson Mesa     | LONEOS              | —         | MPC                           |
| 191889               | 2004 YK19  | 18 dez 2004 | Mount Lemmon      | Mount Lemmon Survey | —         | MPC                           |
| 191890               | 2004 YA21  | 18 dez 2004 | Mount Lemmon      | Mount Lemmon Survey | —         | MPC                           |
| 191891               | 2004 YA29  | 16 dez 2004 | Kitt Peak         | Spacewatch          | —         | MPC                           |
| 191892               | 2005 AZ11  | 6 jan 2005  | Socorro           | LINEAR              | Brangane  | MPC                           |
| 191893               | 2005 AS17  | 6 jan 2005  | Socorro           | LINEAR              | —         | MPC                           |
| 191894               | 2005 AN20  | 6 jan 2005  | Socorro           | LINEAR              | Brangane  | MPC                           |
| 191895               | 2005 AL31  | 11 jan 2005 | Socorro           | LINEAR              | —         | MPC                           |
| 191896               | 2005 AH51  | 13 jan 2005 | Catalina          | CSS                 | —         | MPC                           |
| 191897               | 2005 AW55  | 15 jan 2005 | Socorro           | LINEAR              | —         | MPC                           |
| 191898               | 2005 AJ79  | 15 jan 2005 | Kitt Peak         | Spacewatch          | —         | MPC                           |
| 191899               | 2005 BP1   | 17 jan 2005 | Kleť              | Kleť Obs.           | Brangane  | MPC                           |
| 191900               | 2005 BX6   | 16 jan 2005 | Socorro           | LINEAR              | —         | MPC                           |

## 191901–192000
| Designação | Designação | Descoberta  | Descoberta     | Descobridor(es)     | Categoria | Mais informações / Referência |
| Permanente | Provisória | Data        | Local          | Descobridor(es)     | Categoria | Mais informações / Referência |
| ---------- | ---------- | ----------- | -------------- | ------------------- | --------- | ----------------------------- |
| 191901     | 2005 BK20  | 16 jan 2005 | Socorro        | LINEAR              | —         | MPC                           |
| 191902     | 2005 BU45  | 16 jan 2005 | Mauna Kea      | C. Veillet          | —         | MPC                           |
| 191903     | 2005 CE27  | 2 fev 2005  | Kitt Peak      | Spacewatch          | —         | MPC                           |
| 191904     | 2005 CU37  | 4 fev 2005  | RAS            | iTelescope Obs.     | —         | MPC                           |
| 191905     | 2005 CF57  | 2 fev 2005  | Socorro        | LINEAR              | —         | MPC                           |
| 191906     | 2005 EY35  | 4 mar 2005  | Catalina       | CSS                 | —         | MPC                           |
| 191907     | 2005 EN115 | 4 mar 2005  | Socorro        | LINEAR              | —         | MPC                           |
| 191908     | 2005 EX121 | 8 mar 2005  | Socorro        | LINEAR              | —         | MPC                           |
| 191909     | 2005 EV142 | 10 mar 2005 | Catalina       | CSS                 | —         | MPC                           |
| 191910     | 2005 EO258 | 11 mar 2005 | Mount Lemmon   | Mount Lemmon Survey | —         | MPC                           |
| 191911     | 2005 GG41  | 5 abr 2005  | Mount Lemmon   | Mount Lemmon Survey | —         | MPC                           |
| 191912     | 2005 JL133 | 14 mai 2005 | Kitt Peak      | Spacewatch          | Vesta     | MPC                           |
| 191913     | 2005 LO25  | 8 jun 2005  | Kitt Peak      | Spacewatch          | Vesta     | MPC                           |
| 191914     | 2005 MT14  | 29 jun 2005 | Kitt Peak      | Spacewatch          | Vesta     | MPC                           |
| 191915     | 2005 MJ19  | 29 jun 2005 | Palomar        | NEAT                | Vesta     | MPC                           |
| 191916     | 2005 OJ2   | 28 jul 2005 | Reedy Creek    | J. Broughton        | Juno      | MPC                           |
| 191917     | 2005 QO71  | 29 ago 2005 | Socorro        | LINEAR              | —         | MPC                           |
| 191918     | 2005 QV73  | 29 ago 2005 | Anderson Mesa  | LONEOS              | —         | MPC                           |
| 191919     | 2005 QS157 | 27 ago 2005 | Anderson Mesa  | LONEOS              | Juno      | MPC                           |
| 191920     | 2005 SV29  | 23 set 2005 | Kitt Peak      | Spacewatch          | —         | MPC                           |
| 191921     | 2005 SQ33  | 23 set 2005 | Kitt Peak      | Spacewatch          | —         | MPC                           |
| 191922     | 2005 SB48  | 24 set 2005 | Kitt Peak      | Spacewatch          | —         | MPC                           |
| 191923     | 2005 SU51  | 24 set 2005 | Kitt Peak      | Spacewatch          | —         | MPC                           |
| 191924     | 2005 SG64  | 26 set 2005 | Kitt Peak      | Spacewatch          | —         | MPC                           |
| 191925     | 2005 SS66  | 27 set 2005 | Kitt Peak      | Spacewatch          | —         | MPC                           |
| 191926     | 2005 SA83  | 24 set 2005 | Kitt Peak      | Spacewatch          | —         | MPC                           |
| 191927     | 2005 SV89  | 24 set 2005 | Kitt Peak      | Spacewatch          | —         | MPC                           |
| 191928     | 2005 SR105 | 25 set 2005 | Palomar        | NEAT                | —         | MPC                           |
| 191929     | 2005 SN217 | 30 set 2005 | Palomar        | NEAT                | —         | MPC                           |
| 191930     | 2005 SC257 | 22 set 2005 | Palomar        | NEAT                | —         | MPC                           |
| 191931     | 2005 TU99  | 7 out 2005  | Socorro        | LINEAR              | —         | MPC                           |
| 191932     | 2005 TE104 | 8 out 2005  | Socorro        | LINEAR              | —         | MPC                           |
| 191933     | 2005 TL105 | 8 out 2005  | Socorro        | LINEAR              | —         | MPC                           |
| 191934     | 2005 TX107 | 6 out 2005  | Mount Lemmon   | Mount Lemmon Survey | —         | MPC                           |
| 191935     | 2005 UY2   | 24 out 2005 | Palomar        | NEAT                | —         | MPC                           |
| 191936     | 2005 UM4   | 23 out 2005 | RAS            | R. Hutsebaut        | —         | MPC                           |
| 191937     | 2005 UD16  | 22 out 2005 | Kitt Peak      | Spacewatch          | —         | MPC                           |
| 191938     | 2005 UA17  | 22 out 2005 | Kitt Peak      | Spacewatch          | —         | MPC                           |
| 191939     | 2005 UV23  | 23 out 2005 | Kitt Peak      | Spacewatch          | —         | MPC                           |
| 191940     | 2005 UV25  | 23 out 2005 | Kitt Peak      | Spacewatch          | —         | MPC                           |
| 191941     | 2005 UE40  | 24 out 2005 | Kitt Peak      | Spacewatch          | —         | MPC                           |
| 191942     | 2005 UH43  | 22 out 2005 | Kitt Peak      | Spacewatch          | —         | MPC                           |
| 191943     | 2005 UM46  | 22 out 2005 | Kitt Peak      | Spacewatch          | —         | MPC                           |
| 191944     | 2005 UG48  | 22 out 2005 | Palomar        | NEAT                | —         | MPC                           |
| 191945     | 2005 UC72  | 23 out 2005 | Catalina       | CSS                 | —         | MPC                           |
| 191946     | 2005 UL86  | 22 out 2005 | Kitt Peak      | Spacewatch          | —         | MPC                           |
| 191947     | 2005 UZ100 | 22 out 2005 | Kitt Peak      | Spacewatch          | —         | MPC                           |
| 191948     | 2005 UL105 | 22 out 2005 | Kitt Peak      | Spacewatch          | —         | MPC                           |
| 191949     | 2005 UW105 | 22 out 2005 | Kitt Peak      | Spacewatch          | —         | MPC                           |
| 191950     | 2005 UY111 | 22 out 2005 | Kitt Peak      | Spacewatch          | —         | MPC                           |
| 191951     | 2005 UG112 | 22 out 2005 | Kitt Peak      | Spacewatch          | —         | MPC                           |
| 191952     | 2005 UF117 | 23 out 2005 | Catalina       | CSS                 | —         | MPC                           |
| 191953     | 2005 UJ123 | 24 out 2005 | Kitt Peak      | Spacewatch          | —         | MPC                           |
| 191954     | 2005 UQ153 | 26 out 2005 | Kitt Peak      | Spacewatch          | —         | MPC                           |
| 191955     | 2005 UB155 | 26 out 2005 | Kitt Peak      | Spacewatch          | —         | MPC                           |
| 191956     | 2005 UG177 | 24 out 2005 | Kitt Peak      | Spacewatch          | —         | MPC                           |
| 191957     | 2005 UP227 | 25 out 2005 | Kitt Peak      | Spacewatch          | —         | MPC                           |
| 191958     | 2005 UY228 | 25 out 2005 | Kitt Peak      | Spacewatch          | —         | MPC                           |
| 191959     | 2005 UL241 | 25 out 2005 | Kitt Peak      | Spacewatch          | —         | MPC                           |
| 191960     | 2005 UY356 | 31 out 2005 | Mount Lemmon   | Mount Lemmon Survey | —         | MPC                           |
| 191961     | 2005 UV442 | 30 out 2005 | Catalina       | CSS                 | —         | MPC                           |
| 191962     | 2005 UJ483 | 22 out 2005 | Catalina       | CSS                 | —         | MPC                           |
| 191963     | 2005 VW3   | 6 nov 2005  | Socorro        | LINEAR              | —         | MPC                           |
| 191964     | 2005 VF7   | 12 nov 2005 | Socorro        | LINEAR              | —         | MPC                           |
| 191965     | 2005 VB15  | 14 nov 2005 | Socorro        | LINEAR              | —         | MPC                           |
| 191966     | 2005 VU17  | 4 nov 2005  | Mount Lemmon   | Mount Lemmon Survey | —         | MPC                           |
| 191967     | 2005 VV33  | 2 nov 2005  | Mount Lemmon   | Mount Lemmon Survey | —         | MPC                           |
| 191968     | 2005 VA43  | 4 nov 2005  | Kitt Peak      | Spacewatch          | —         | MPC                           |
| 191969     | 2005 VD61  | 5 nov 2005  | Catalina       | CSS                 | —         | MPC                           |
| 191970     | 2005 WF3   | 20 nov 2005 | Anderson Mesa  | LONEOS              | —         | MPC                           |
| 191971     | 2005 WK14  | 22 nov 2005 | Kitt Peak      | Spacewatch          | —         | MPC                           |
| 191972     | 2005 WR18  | 22 nov 2005 | Kitt Peak      | Spacewatch          | Mitidika  | MPC                           |
| 191973     | 2005 WC20  | 21 nov 2005 | Kitt Peak      | Spacewatch          | —         | MPC                           |
| 191974     | 2005 WG31  | 21 nov 2005 | Kitt Peak      | Spacewatch          | —         | MPC                           |
| 191975     | 2005 WN32  | 21 nov 2005 | Kitt Peak      | Spacewatch          | —         | MPC                           |
| 191976     | 2005 WR57  | 21 nov 2005 | Great Shefford | P. Birtwhistle      | —         | MPC                           |
| 191977     | 2005 WW58  | 30 nov 2005 | Kitt Peak      | Spacewatch          | —         | MPC                           |
| 191978     | 2005 WB60  | 21 nov 2005 | Catalina       | CSS                 | —         | MPC                           |
| 191979     | 2005 WZ62  | 25 nov 2005 | Catalina       | CSS                 | —         | MPC                           |
| 191980     | 2005 WB67  | 22 nov 2005 | Kitt Peak      | Spacewatch          | —         | MPC                           |
| 191981     | 2005 WR71  | 21 nov 2005 | Catalina       | CSS                 | —         | MPC                           |
| 191982     | 2005 WV89  | 26 nov 2005 | Catalina       | CSS                 | —         | MPC                           |
| 191983     | 2005 WV94  | 26 nov 2005 | Kitt Peak      | Spacewatch          | Mitidika  | MPC                           |
| 191984     | 2005 WQ107 | 25 nov 2005 | Mount Lemmon   | Mount Lemmon Survey | —         | MPC                           |
| 191985     | 2005 WB111 | 30 nov 2005 | Kitt Peak      | Spacewatch          | Mitidika  | MPC                           |
| 191986     | 2005 WB140 | 26 nov 2005 | Mount Lemmon   | Mount Lemmon Survey | —         | MPC                           |
| 191987     | 2005 WK144 | 30 nov 2005 | Palomar        | NEAT                | —         | MPC                           |
| 191988     | 2005 WK153 | 29 nov 2005 | Kitt Peak      | Spacewatch          | —         | MPC                           |
| 191989     | 2005 WS200 | 26 nov 2005 | Kitt Peak      | Spacewatch          | Mitidika  | MPC                           |
| 191990     | 2005 WZ208 | 21 nov 2005 | Kitt Peak      | Spacewatch          | —         | MPC                           |
| 191991     | 2005 XR1   | 2 dez 2005  | Socorro        | LINEAR              | —         | MPC                           |
| 191992     | 2005 XJ3   | 1 dez 2005  | Socorro        | LINEAR              | —         | MPC                           |
| 191993     | 2005 XX7   | 1 dez 2005  | Kitt Peak      | Spacewatch          | —         | MPC                           |
| 191994     | 2005 XV21  | 2 dez 2005  | Socorro        | LINEAR              | —         | MPC                           |
| 191995     | 2005 XG38  | 4 dez 2005  | Kitt Peak      | Spacewatch          | —         | MPC                           |
| 191996     | 2005 XM48  | 2 dez 2005  | Socorro        | LINEAR              | —         | MPC                           |
| 191997     | 2005 XK56  | 5 dez 2005  | Socorro        | LINEAR              | —         | MPC                           |
| 191998     | 2005 XB62  | 5 dez 2005  | Socorro        | LINEAR              | —         | MPC                           |
| 191999     | 2005 XG64  | 6 dez 2005  | Kitt Peak      | Spacewatch          | Ursula    | MPC                           |
| 192000     | 2005 XW67  | 5 dez 2005  | Socorro        | LINEAR              | —         | MPC                           |